# Moorkolonisierung in Ostfriesland

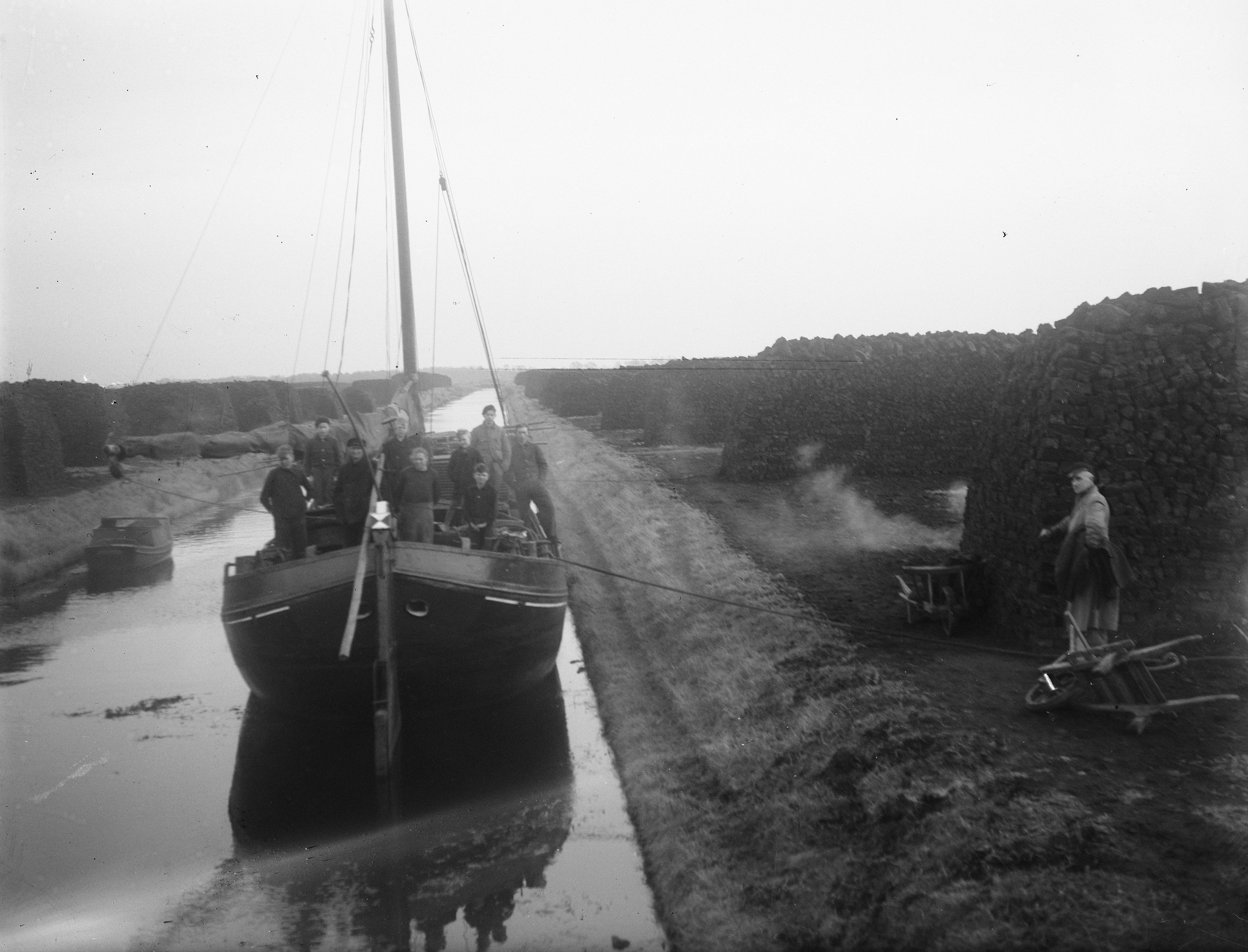
Torfabbaukahn im Schleppkanal

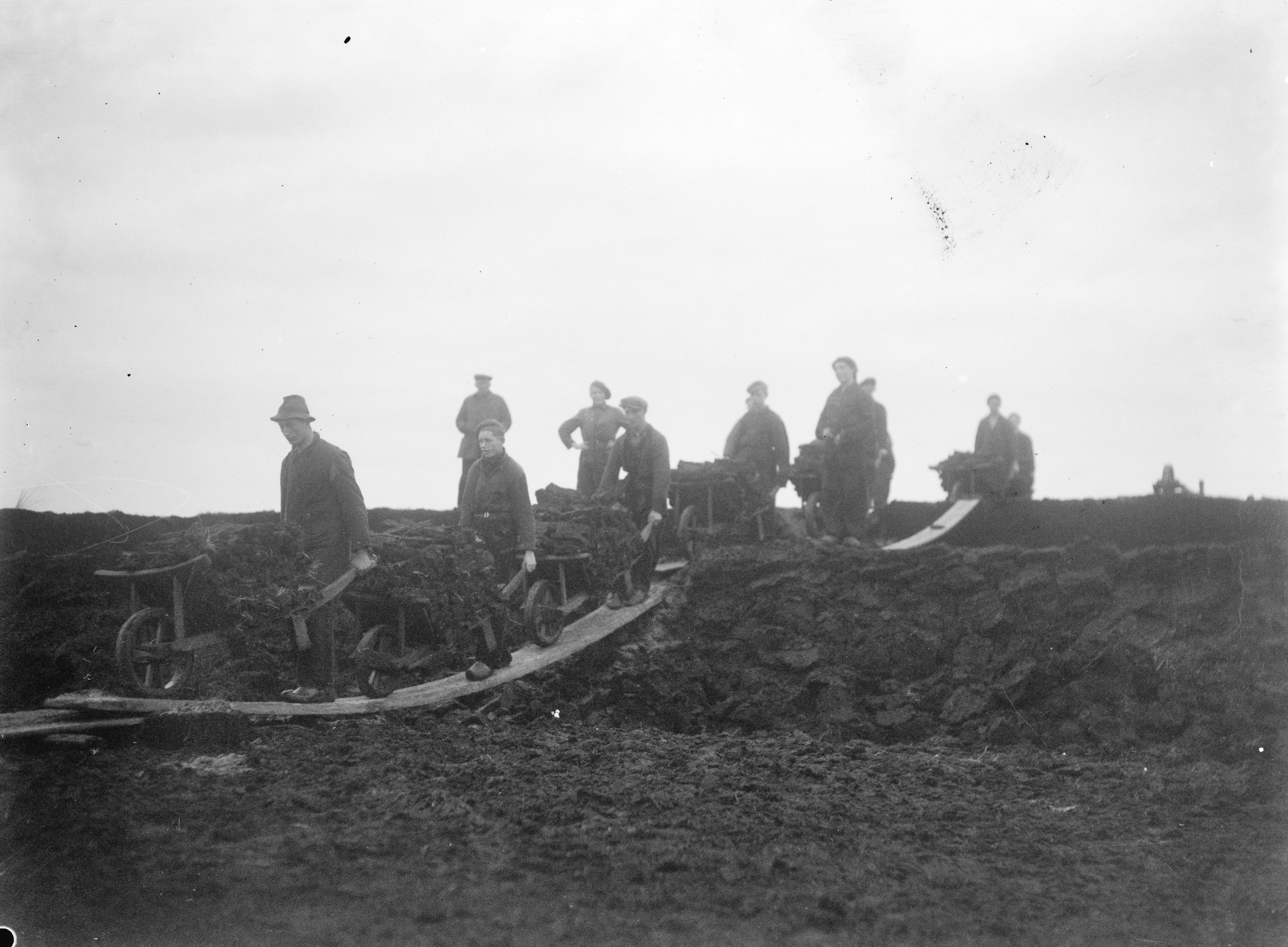
Torfgewinnung

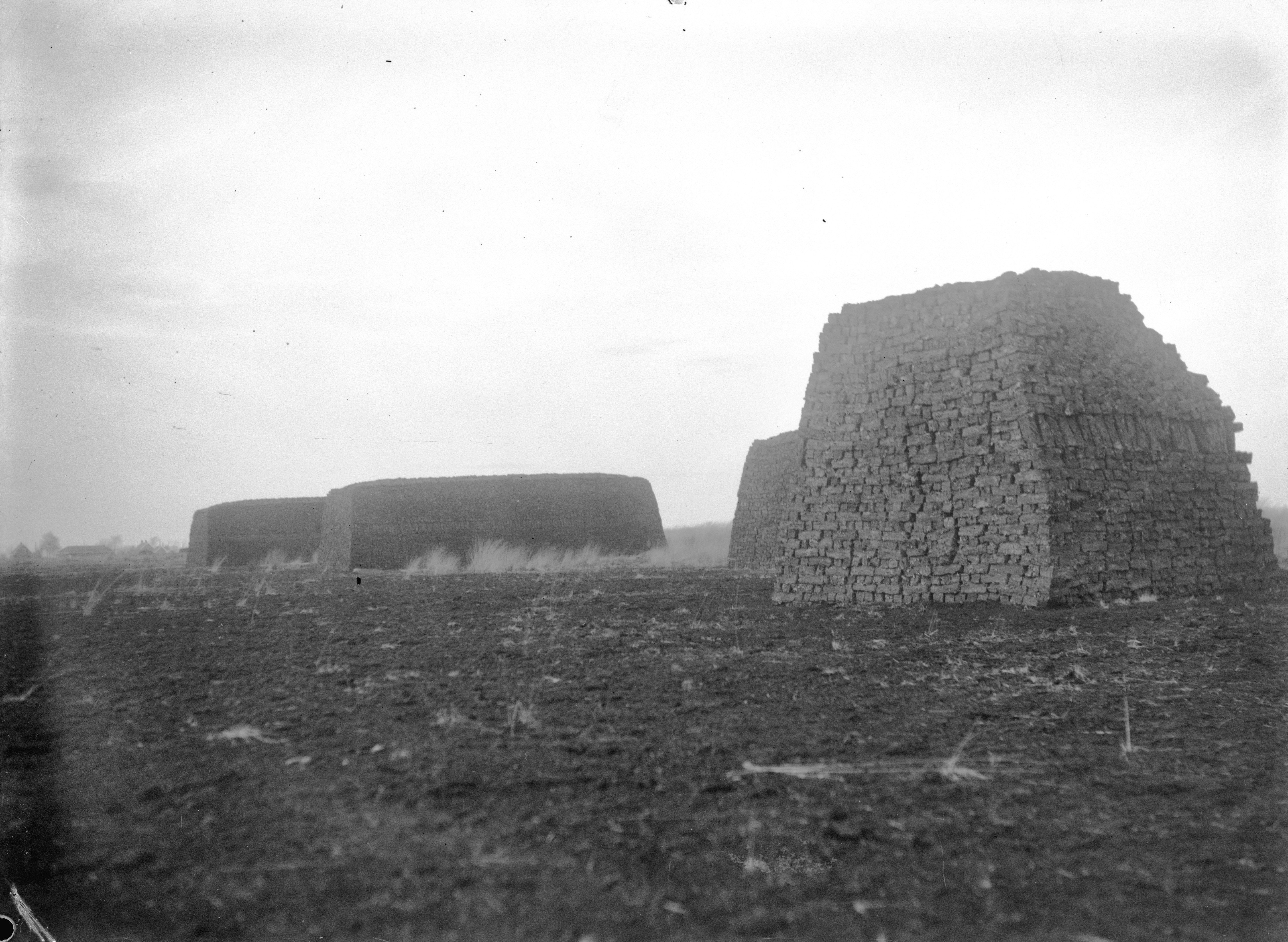
Aufgeschichteter Torf

Der Begriff Moorkolonisierung oder Moorkolonisation bezeichnet die Urbarmachung von Land und die Ansiedlung von Menschen in Moorgebieten. Die Moorkolonisierung in Ostfriesland erstreckte sich über einen Zeitraum von mehreren hundert Jahren und fand erst im 20. Jahrhundert ihren Abschluss. Die Region im äußersten Nordwesten Deutschlands war seit dem Holozän von ausgedehnten Mooren bedeckt, die seit dem Mittelalter – mit Unterbrechungen – planmäßig besiedelt wurden. Die stets besser werdenden technischen Voraussetzungen und unterschiedliche rechtliche Gegebenheiten bestimmten dabei Art und Weise der Kolonisierung.

## Moor
Die Hochmoorgebiete in Ostfriesland und Oldenburg überzogen einst ein Viertel des Landes und entstanden über Jahrtausende hinweg durch das hier vorherrschende Klima. Häufige und starke Regenfälle durchnässten den Boden stärker, als er durch Verdunstung und Abfluss in Richtung Küste wieder trocknen konnte, so dass sich Moos ausbreitete. Starben die Mooswurzeln ab, verhinderte das Wasser deren Zersetzung und es entstand ein sumpfiger, torfiger Untergrund mit Wasserlöchern und spärlichem Baumbewuchs. Das Torfwachstum betrug dabei etwa einen Millimeter pro Jahr, im Verlauf der Jahrtausende entstanden so Torfschichten von mehreren Metern Dicke. In Ostfriesland gibt es sowohl Niedermoore als auch Hochmoore. Niedermoore weisen häufig ähnliche Bedingungen wie Hochmoore auf, sie entstehen jedoch nicht durch Regenwasser, sondern durch Grundwasservorkommen in Form von Teichen und kleineren Flüssen. Bei günstigen ökologischen Bedingungen kann aus einem Niedermoor später ein Hochmoor werden, dessen Entwicklung dann nicht mehr vom Bodenwasser abhängig ist. Das Hochmoor hingegen erhält seine Feuchtigkeit ausschließlich aus Niederschlägen und es besteht keinerlei Verbindung mehr zum Grundwasser. Das Hochmoor saugt das Wasser wie ein Schwamm auf und wölbt sich uhrglasartig zu einem Polster, das 1,5 bis 4 Meter in die Höhe wachsen kann.

## Aufstrecksiedlungen im Mittelalter
Siedlungen in Form von Reihendörfern ergaben sich aus den geologischen Gegebenheiten, die die Siedler vorfanden. Im Brookmerland reichten in damaliger Zeit die Hochmoore bis an den Geestrand heran. Um die Moore nutzbar zu machen, bauten die Siedler ihre Dörfer in Reihenform und trieben anschließend die Entwässerung der Moore dergestalt voran, dass sie parallel zueinander verlaufende Entwässerungsgräben in die Moore gruben. Jeder Siedler hatte dabei ein Anrecht auf einen Streifen Moor in einer zuvor vereinbarten Breite. Grundsätzlich unbegrenzt war die Länge des zu kolonisierenden Stück Moores, allerdings war die Länge beim damaligen Stand der Mittel schon allein technisch limitiert. Die Nutzung der Moore beschränkte sich daher zunächst auf die Randzonen der Moorgebiete. Das Ergebnis dieser Art der Moornutzung waren Reihendörfer mit ihren Upstreeken.

„Die Binnenkolonisation in Ostfriesland hat im 10./11. Jahrhundert in Form einer inselhaften Besiedlung eingesetzt. Im 12./13. Jahrhundert wird sie ihren Höhepunkt erreicht haben, um im 14. Jahrhundert langsam abzuklingen. Die Besiedlung hat sich also über einen Zeitraum von etwa vier Jahrhunderten erstreckt. Im Brookmerland als dem Einzugsbereich von Ems- und Federgau nahm sie aufgrund des dort vorherrschenden höheren Bevölkerungsdrucks einen schnelleren Verlauf, so daß hier mit einem weitgehenden Abschluß schon Ende des 13. Jahrhunderts gerechnet werden muß, ein Jahrhundert früher als im übrigen Untersuchungsgebiet (d. i. das (süd-)östliche Ostfriesland, d. Autoren).“

## Fehnsiedlungen

### Etymologie des Begriffs Fehn
Einige Ortsnamen in Ostfriesland werden mit dem Gattungsbegriff Fehn (oder Veen, wie im Niederländischen) gebildet. Die Endung -fehn verweist darauf, dass es sich dabei um eine Moorsiedlung handelt. In niederdeutschen Urkunden aus dem 15. Jahrhundert bedeutet das Wort Fehn zunächst lediglich „Siedlung im Moor“, wie etwa im Beispiel Veenhusen. Erst nach der Anlegung von Großefehn (1633) bekam das Wort in Ostfriesland eine weitere, konkretere Bedeutung als terminus technicus für eine Moorsiedlung, die entlang eines eigens dazu gegrabenen Kanals, eines Fehnkanals, angelegt wurde. Gleichwohl entstanden in der Folgezeit auch Moorsiedlungen, die nicht entlang eines Fehnkanals angelegt wurden und trotzdem die Namensendung -fehn tragen. Im Allgemeinen wird unter einem Fehn (auch: Fehnsiedlung, Fehnkolonie) in der heutigen Wissenschaft dennoch eine Moorkolonie entlang eines Kanals verstanden. Zur genaueren Unterscheidung wird in der Literatur aber zuweilen auch zwischen „echten“ (mit Fehnkanal) und „unechten“ Fehnen (ohne Kanal) unterschieden.

### Entstehung der Fehnkolonien

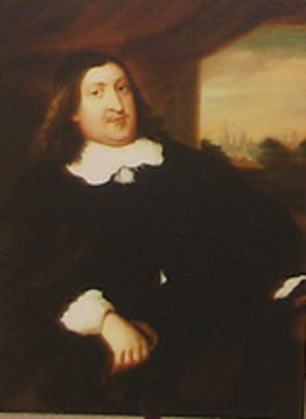
Graf Ulrich II. erteilte die Erlaubnis zur Gründung von Ostfrieslands erster Fehnkolonie.

Die Fehnkolonien der niederländischen Provinz Groningen dienten als Vorlage für alle später folgenden Fehnsiedlungen in Ostfriesland. In der Provinz Groningen wurde bereits seit dem 15. Jahrhundert in unmittelbarer Nähe der Stadt Groningen, in Kropswolde, Torf gegraben und auf dem Wasserweg in die Stadt transportiert. An den späteren Fehngründungen in Ostfriesland wirkten niederländische Ingenieure, Kartographen und Fehnmeister mit. Viele in Ostfriesland tätige Fehnunternehmer stammten selbst aus den Niederlanden. Während sich die niederländischen Fehne zu großen Industriedörfern und Städten weiterentwickelten, blieben die ostfriesischen Fehne wohlhabende, gewerbereiche Dörfer und konnten sich ihren Charakter im Wesentlichen bis heute bewahren.
Die Hintergründe für die Gründung der ersten Fehnsiedlungen waren, wie es in der Geschichte Ostfrieslands oft der Fall war, größtenteils außerhalb der Landesgrenzen zu finden. Torf war zu jener Zeit der wichtigste Brennstoff der Ostfriesen. Zudem sorgten verbesserte Entwässerungsmöglichkeiten und damit höhere Ernteerträge in der Marsch für den Aufstieg des Gulfhauses, für dessen Bau vermehrt Klinkersteine benötigt wurden, was wiederum den Brennstoffbedarf der Ziegeleien erhöhte, welche die Klinkersteine herstellten. Obgleich die Region reich an Torf war, bezogen Städte wie Emden und fruchtbare ländliche Gegenden wie die Marschen den Torf zu großen Teilen aus der benachbarten niederländischen Provinz Groningen und zum kleineren Teil auch aus dem benachbarten Saterland.

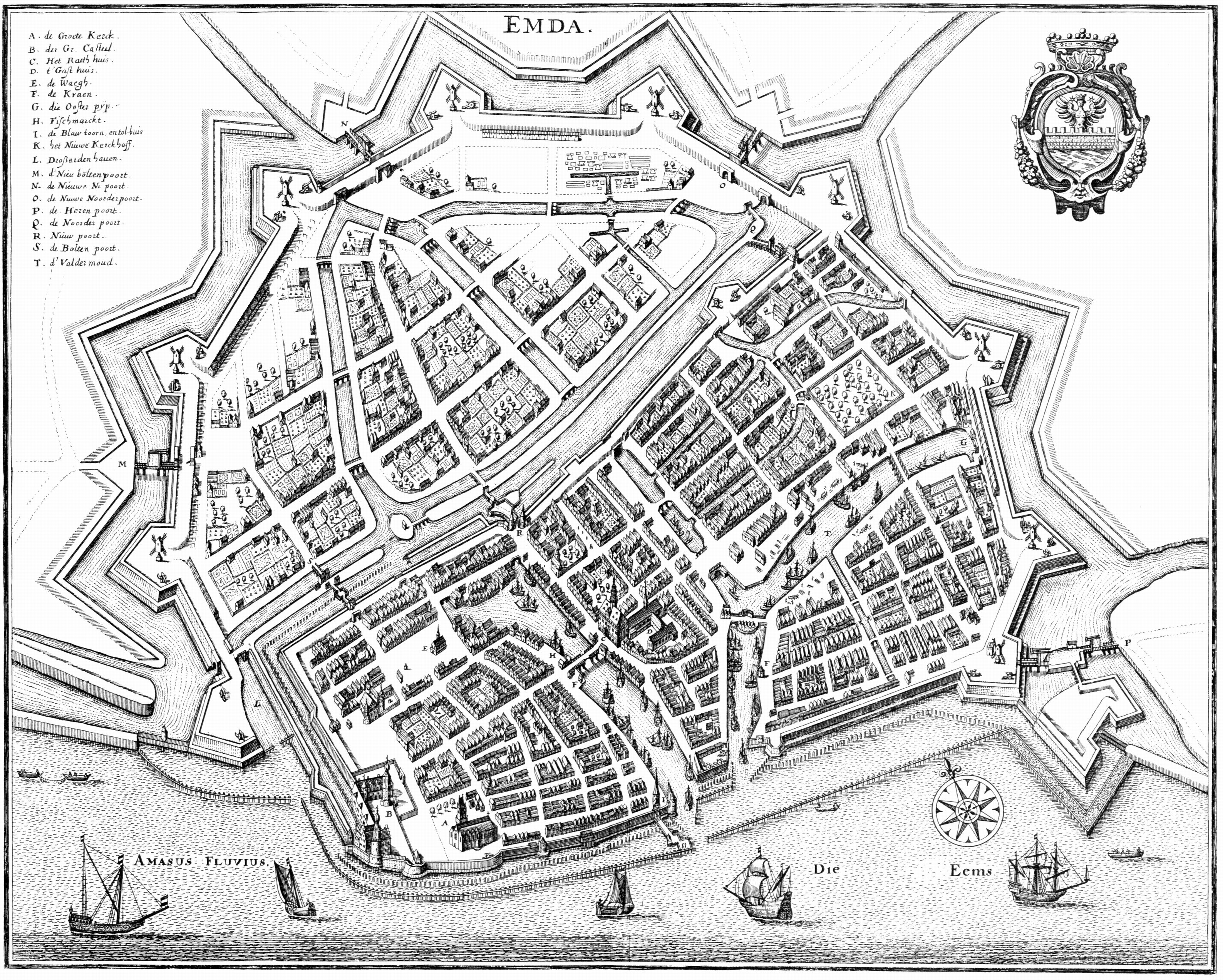
Emden um 1640 auf einer Karte von Matthäus Merian: Gut erkennbar sind die 1606 bis 1616 errichteten Festungsanlagen, welche die Stadt im Dreißigjährigen Krieg schützten.

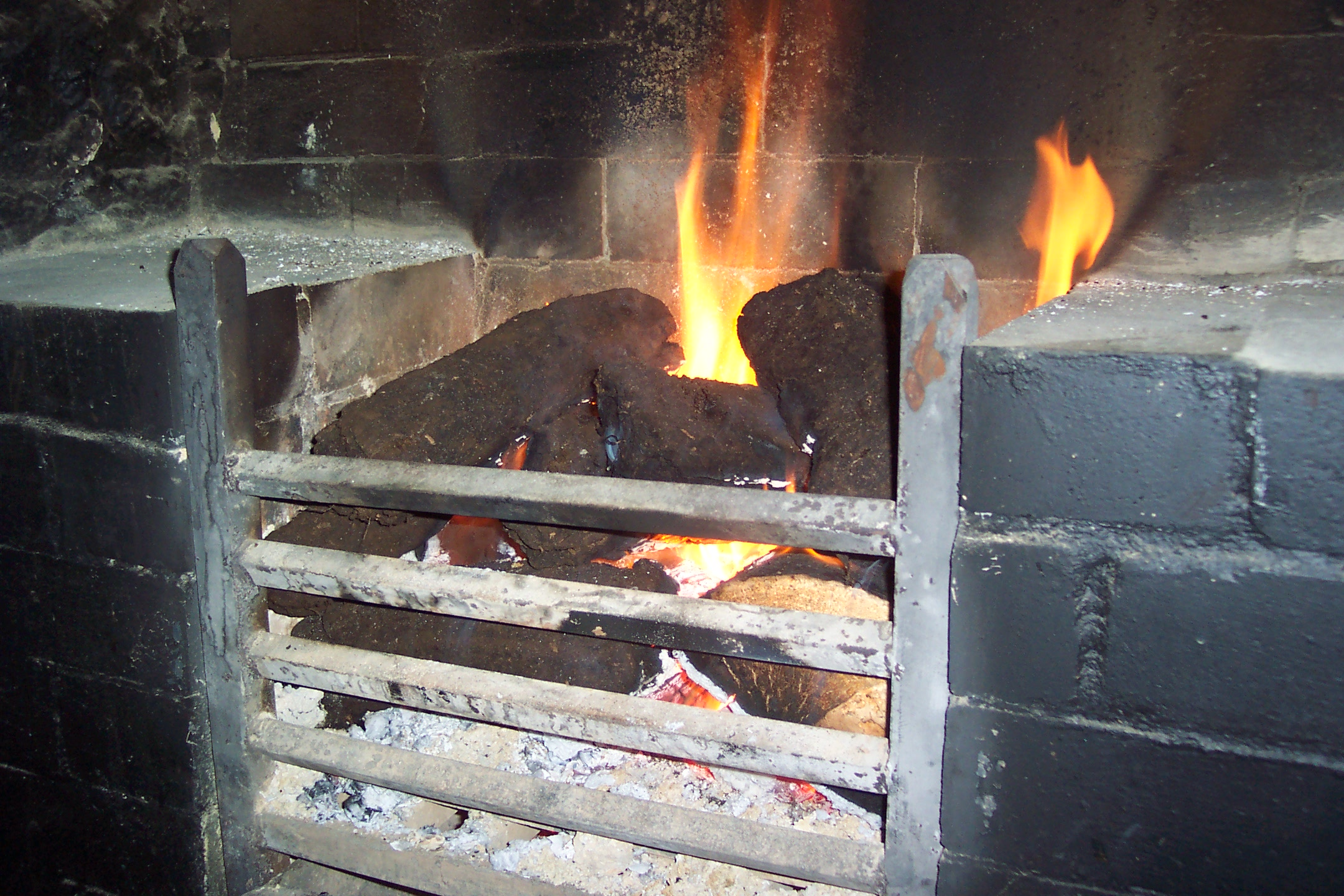
Torf als Brennmaterial

In Ostfriesland kam es im 16. Jahrhundert wie auch anderswo zu einem Anstieg der Bevölkerung. Die Wohn- und Kontorhäuser der Bürger und Kaufleute in den Städten, das Handwerk und die Industrie sowie höhere Ansprüche an den Wohnkomfort, der einen Bauboom von Backsteinbauten auslöste, erforderten große Mengen an Brennmaterial. Der Bedarf an Brennmaterial konnte dabei im waldarmen Küstenraum Ostfrieslands nur mit Torf gedeckt werden. Neben dem Hausbrand für die Wohn- und Kontorhäuser verschlangen Ziegeleien und Kalkbrennereien große Mengen an Brenntorf, eine weitere kaufkräftige Abnehmerschaft für den Torf waren die wohlhabenden Marschbauern, die in ihren Gulfhäusern Kachelöfen betrieben, die aus den Niederlanden stammten und mit Torf befeuert wurden.
Fehnsiedlungen entstanden in Ostfriesland über einen Zeitraum von ungefähr 250 Jahren. Zu einer Häufung erster Fehngründungen kam es zwischen 1630 und 1660. In der Zeit des Dreißigjährigen Krieges und den unmittelbaren Nachkriegsjahren brach die Versorgung der großen Städte mit Brennmaterial wegen des eingeschränkten Handels zusammen, wovon in Ostfriesland vor allem die Stadt Emden betroffen war. 1621 trat in den Niederlanden ein Torfausfuhrverbot in Kraft, da das waldarme Land den Brennstoff selbst dringend benötigte.
In den Wirren des Dreißigjährigen Krieges stockte die Lieferung des saterländischen Torfes, Emder Kaufleute baten daher beim ostfriesischen Landesherrn um die Erlaubnis, eigene Fehnkolonien in Ostfriesland gründen zu dürfen. Zwar wurde die Stadt Emden selbst aufgrund ihrer kurz zuvor fertiggestellten Festungsanlagen nicht von feindlichen Truppen eingenommen und befand sich daher in einer recht komfortablen Lage, bekam allerdings die Auswirkungen des Krieges in Form zahlreicher Flüchtlinge aus dem Umland zu spüren, die den Brennstoffbedarf der Stadt zusätzlich erhöhten.
Das ostfriesische Grafenhaus selbst war mit den Folgen der Einquartierung fremder Truppen beschäftigt und konnte wegen seiner stets knappen Finanzlage keine Fehnkolonien aus eigenen Mitteln finanzieren. Die Torflieferungen aus dem Saterland, die Ostfriesland und Emden bis dahin mit Brenntorf versorgten, blieben aus, und es waren Kaufleute, welche die ersten Fehne in Ostfriesland gründeten, um die Stadt Emden mit Torf versorgen zu können.
Graf Ulrich II. erteilte die Erlaubnis zur Gründung der ersten Fehnkolonie. Die Fehnsiedlungen in Ostfriesland wurden anfangs von Privatleuten gegründet. Ebenso wie in den Niederlanden waren die Gründer in Ostfriesland meist Bürger und Kaufleute, die über das nötige Kapital verfügten und entweder als Einzelunternehmer (Entrepreneure) oder als Unternehmergruppen (Compagnien) agierten. Die ostfriesische Landesherrschaft (Grafenhaus) konnte sich wegen eigener Finanzschwäche nicht an den kapitalaufwendigen Unternehmungen beteiligen und verpachtete stattdessen große Moorgebiete an Privatunternehmer. So wurden in Ostfriesland die ersten fünf Fehnsiedlungen Großefehn, Lübbertsfehn, Hüllenerfehn und Boekzetelerfehn von Emder Kaufleuten gegründet, die sich in Compagnien zusammentaten, um die Finanzierung der Fehnsiedlungen sicherzustellen.
Kennzeichnend für die Fehnsiedlungen war – zumindest zum Zeitpunkt ihrer Gründung – eine einheitliche Physiognomie und Baugestaltung, die auch heute noch in den meisten Fällen erkennbar ist. Bei der Anlegung von Fehnsiedlungen wurde vom Moorrand aus ein Kanal in das Moor gegraben, an dem die Siedler ihre Häuser errichteten. Bei den ersten Fehnsiedlungen, die zwischen 1633 und 1660 entstanden, folgte der Kanal zumeist noch dem natürlichen Moorrand, sodass er oft einen kurvigen Verlauf aufwies. Seit dem späten 17. Jahrhundert allerdings gingen die Fehnunternehmer dazu über, die Kanäle möglichst schnurgerade ins Moor zu treiben, wobei in vielen Fällen dennoch leichte Kurven nötig waren, um dem natürlichen Moorverlauf folgen zu können. Wo das Moor in der Breite mächtig genug war, verliefen die Fehnkanäle teils über mehrere Kilometer (Großefehnkanal in Großefehn, Westrhauderfehnkanal in Rhauderfehn) in schnurgerader Linie.

### Aufbau und Bau einer Fehnsiedlung

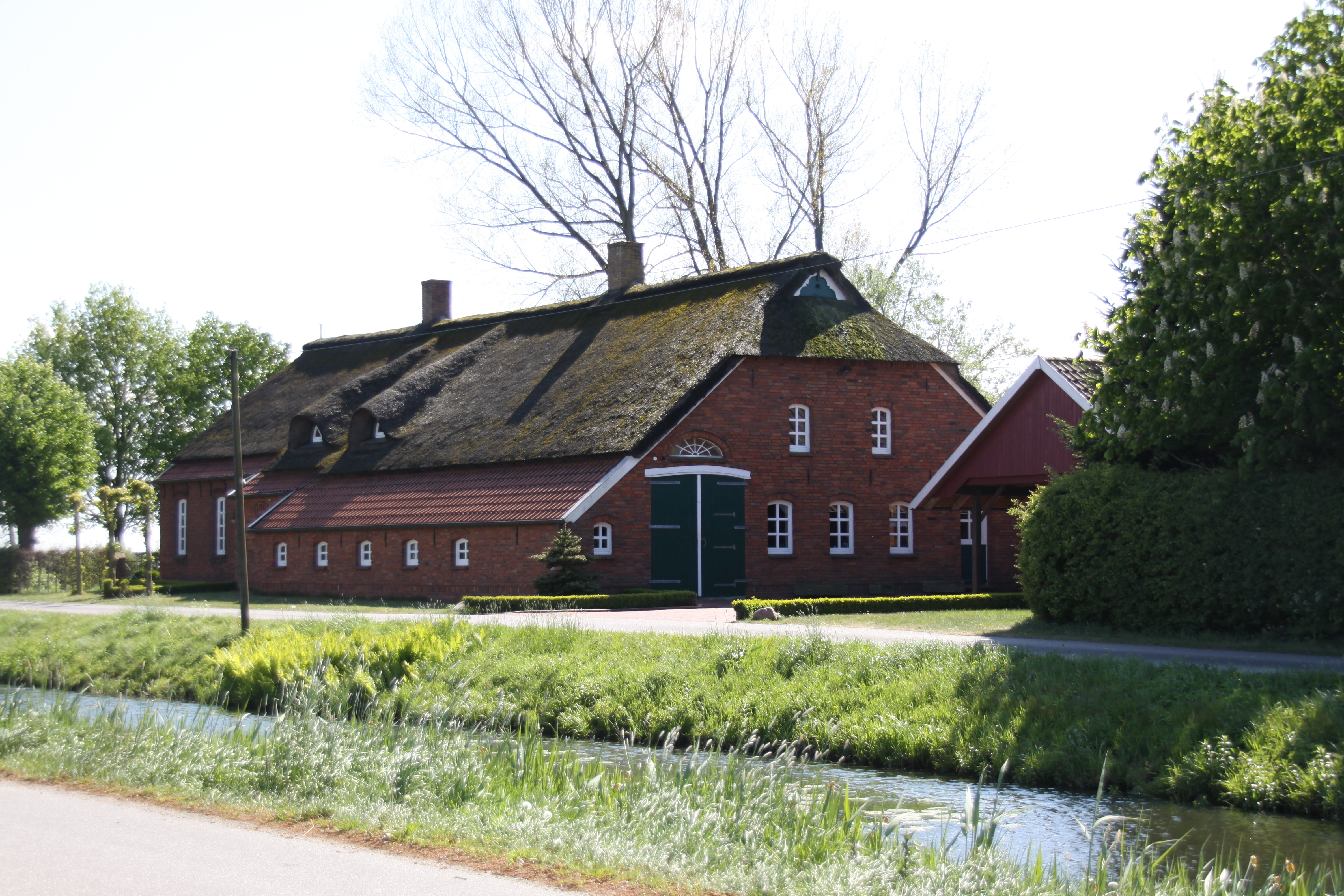
Die ersten Siedler ließen sich unmittelbar am Fehnkanal nieder. Später wurden beidseitig des Kanals Wege angelegt: Gulfhof an der Hookswieke in Jheringsfehn

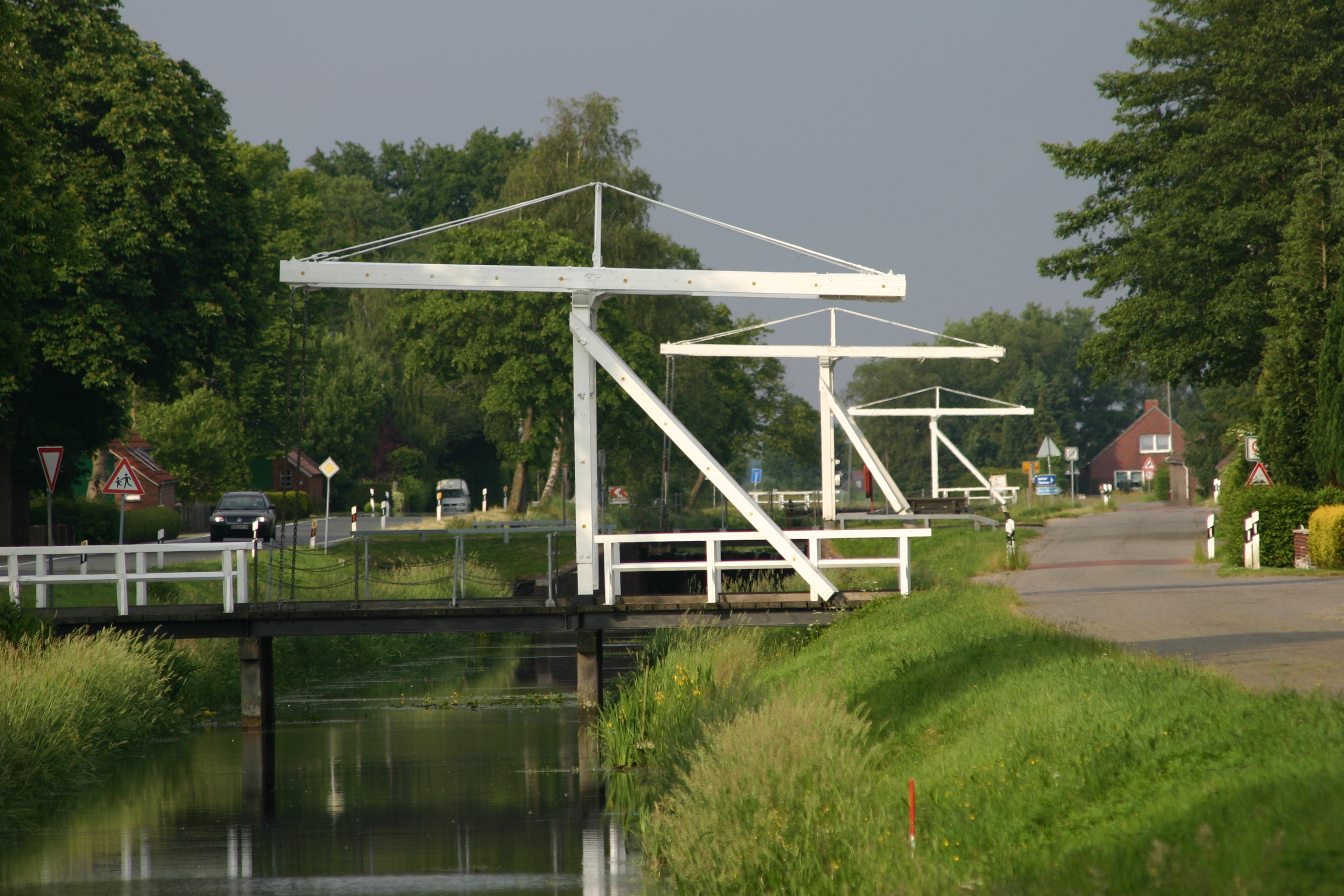
Fehnkanal-Brücken in Spetzerfehn: Die teils kilometerlangen Kanäle machten solche Übergänge nötig. Klappbrücken erlaubten die Durchfahrt der Fehnschiffe.

Die langen, an den meist schnurgeraden Kanälen aufgereihten Gebäudeserien der Fehnsiedlungen und ihre völlig regelhaft aufgeteilten und parzellierten Gemarkungsflächen stehen in scharfem Gegensatz Kontrast zu den unmittelbar benachbarten älteren Siedlungen haufenartigen oder gestreuten Gebäudeanordnung und vielfach blockartiger Fluraufteilung.

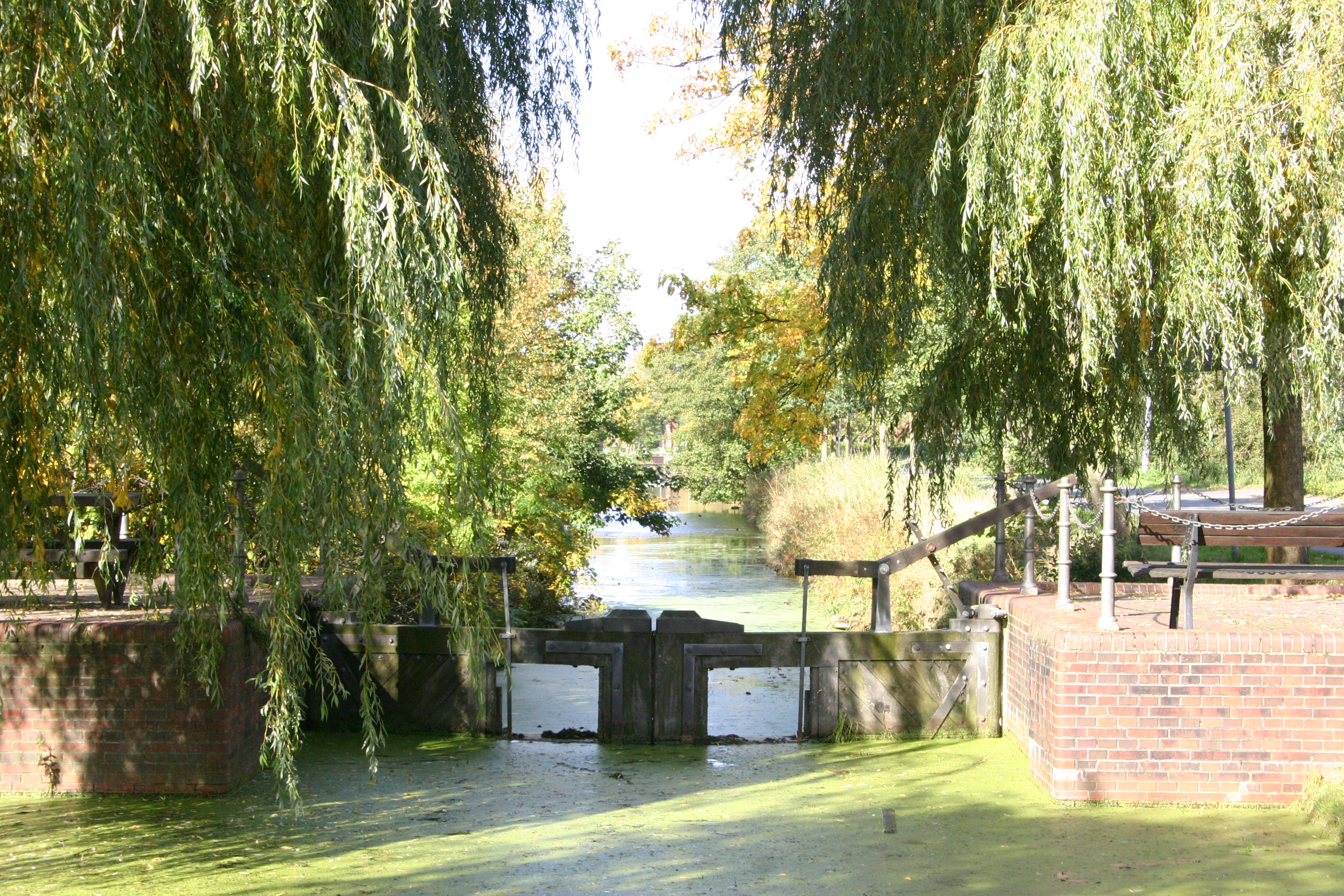
Neuefehnkanal mit Schleuse: Die Fehnkanäle aus dem zumeist höher gelegenen Hochmoor mussten durch diese Bauwerke auf das Höhenniveau der niedriger gelegenen Marsch heruntergestuft werden.

Die Erschließung der Moorgebiete begann zunächst mit dem Bau eines mehr oder weniger langen Verbindungskanals vom Moor zu einem natürlichen schiffbaren Wasserlauf in der Nähe. Dieser sogenannte Hauptkanal musste dabei ein Gefälle zur Entwässerung des Moores aufweisen. In den meisten Fällen wurden nach Fertigstellung des Hauptkanals mehrere ein- oder beidseitig vom Hauptkanal abzweigende Nebenkanäle angelegt, die mehr oder weniger rechtwinklig von diesem abzweigten. Sämtliche Kanäle wurden weitgehend ohne technische Hilfsmittel und größtenteils in Handarbeit gegraben. Bis zur Vollendung des gesamten Kanalsystems eines Fehns konnten so Jahrzehnte vergehen, war es schließlich so weit, mussten die Kanäle bereits wieder für größere Schiffstypen erweitert werden. Alle Fehnsiedlungen weisen ein strikt hierarchisches Grabensystem auf, das aus Hauptkanälen und jeweils rechtwinklig abzweigenden Wieken, Inwiecken und Achter- oder Hinterwiecken besteht. Die Anlage von Kanälen passte sich jeweils der Ausdehnung des zu erschließenden Moorgebietes an, so wurden ausgedehnte Moorflächen durch ein weitverzweigtes Kanalsystem, langgestreckte nur durch einen oder einen gegabelten Kanal erschlossen.
Die Parzellen der Siedler mit ihren Gebäuden befanden sich an beiden Seiten des Kanals, waren von gleicher Größe und lagen mit der Schmalseite zum Kanal. Auf den ostfriesischen Fehnen wurden anders als auf den niederländischen Fehnen nur relativ kleine Parzellen mit 2 bis 3ha an Neusiedler vergeben, da es im Interesse der Fehnunternehmer lag, mit möglichst vielen Kolonisten möglichst schnell Torf zu gewinnen und kultiviertes Land zu erschließen.
Von den Nebenkanälen oder Inwieken konnten weitere Kanäle, die Achterwieken, abzweigen. In die Achterwieken mündeten die Entwässerungsrinnen des abzutorfenden Moores. Die Inwieken waren unbebaute Nebenkanäle, die in regelmäßigen Abständen vom Hauptkanal abzweigten und ebenso wie dieser der Entwässerung und dem Abtransport des Torfs mit Schiffen dienten. Die Inwieken liegen in der Regel ungefähr 160 – 250 m auseinander und umschließen zwei Parzellen (Kolonate). Die Eingrenzung der Parzellen durch die regelmäßig angelegten Inwieken ergibt somit ein typisches regelmäßiges Siedlungsmuster, welches die Fehnsiedlungen von der Bebauung der angrenzenden älteren Gemeinden der Geest und Marsch deutlich unterscheiden.

Mit zunehmender Ausdehnung der Siedlungen wurden die Kanäle mit Hilfe von Klappbrücken und Drehbrücken bzw. Stegen passierbar gemacht. Aufgrund ihrer Länge ergaben sich in den Kanälen Höhenunterschiede, die mit Hilfe von Kammerschleusen (Verlaaten) ausgeglichen werden mussten. Der Wasserstand in den Kanälen wurde dabei mit Hilfe von Pumpmühlen geregelt. 

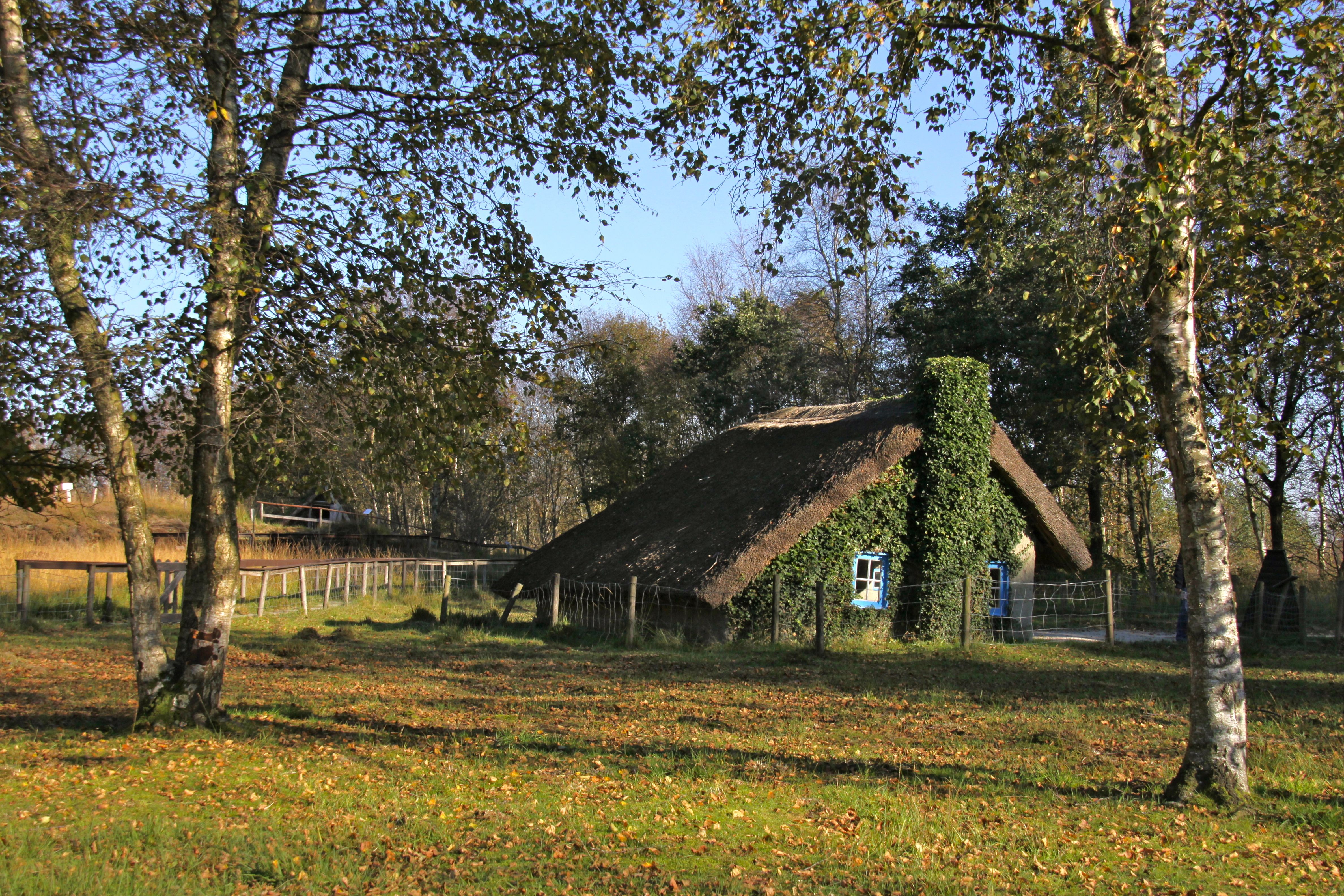
Lehmhütte im Moormuseum Moordorf.

Zu Beginn gab es auf den Fehnen wenige oder kaum Geschäfte, da die Siedler größtenteils Selbstversorger waren. Mit zunehmendem Wohlstand änderte sich dies jedoch und es entwickelte sich eine Nachfrage nach Gütern, die zuvor unter den Fentjern als Luxus gegolten hatten. Auf den Fehnen entstanden Tischlereien und Kolonialwarenläden ebenso wie Schneidereien. Lebensmittelhandlungen waren zumeist mit dem Verlaatshus verbunden und befanden sich in unmittelbarer Nähe eines Verlaats. Das Verlaatshus wurde von der Fehngesellschaft errichtet und jeweils an einen Verlaatsmester verpachtet, der dort neben seiner eigentlichen Arbeit, dem Bedienen der Kammerschleusen, noch eine kleine Gastwirtschaft betrieb, die in den Wintermonaten den Mittelpunkt des gesellschaftlichen Lebens auf den Fehnen bildete. Im sogenannten Kompanienhaus kamen im Winter die Erbpächter zusammen und zogen die Erbpacht ein. Gegenüber dem Kompaniehaus stand die Mühle, in der Korn gemahlen und täglich Brot gebacken wurde. Große Fehnsiedlungen verfügten meist über mehrere Mühlen, von denen viele heute noch erhalten sind.

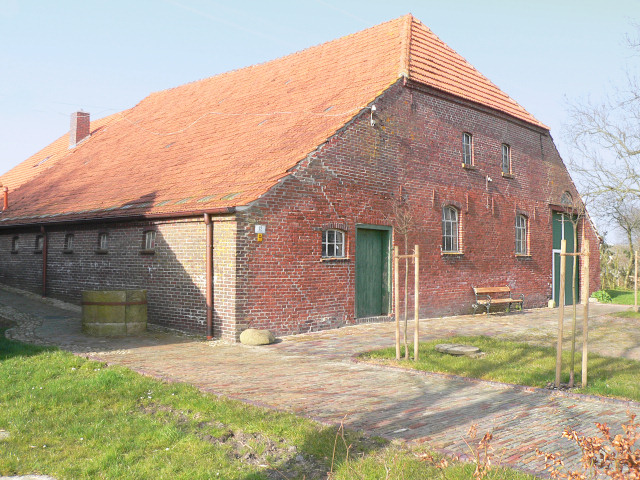
Gulfhaus aus Ziegelsteinen in Ziallerns im Wangerland. Rückseite mit Scheunentor (rechts) und Stalltor (links)

Eine medizinische Versorgung auf den Fehnen war lange Zeit nur bescheidenem Umfang möglich. Lange gab es auf den Fehnsiedlungen auch keine eigenen Kirchen und Schulen. Die Fehne gehörten zwar in der Anfangszeit meist zu einer älteren Kirchengemeinde der Umgebung, welche die schulische und religiöse Betreuung der Fehntjer übernahm, aber in den Kirchen und Kirchengemeinden der Bauerndörfer fühlten sich die Fehntjer oft nur als Menschen zweiter Klasse, da die dortigen alteingesessenen Bauernfamilien den Ton angaben und den Fehntjern entweder Mitleid oder Verachtung entgegenbrachten. Somit kam es von Seiten der Fehntjer schon bald zu Bestrebungen, die schulische und religiöse Betreuung in die eigenen Hände zu nehmen und eigene Einrichtungen dafür zu schaffen. Dies führte zu Verstimmungen mit den Geestdörfern, die zwar die Fehntjer bemitleideten und verachteten, aber nicht auf deren Schulgeld und Kirchenabgaben verzichten wollten. Auf den Fehnen wurden Schulmeister eingestellt, welche die Kinder nicht nur im Lesen und Schreiben unterrichteten, sondern auch für den religiösen Unterricht verantwortlich waren. Das Einkommen der Lehrer auf den Fehnen lag unter dem staatlich geregelten Satz für Dorflehrer, da das Schulgeld von den meist armen Kolonisten selbst bezahlt werden musste. Der Unterricht fand nur in den Wintermonaten statt, da die Kinder im Sommer auf den Feldern und im Moor mithelfen mussten.
„Die Fehntjer waren in ihrer relativen Armut wohl noch so sehr damit beschäftigt, ihren täglichen Lebensunterhalt zu erwerben, dass die Bildung der Kinder nur eine zweit- oder drittrangige Rolle spielte“.
Ein regelmäßiger Schulunterricht stellte sich erst nach und nach ein. Die in Preußen eingeführte Schulpflicht wurde auf den Fehnen als notwendiges Übel betrachtet. Erst mit wachsendem Wohlstand und staatlichen Maßgaben, die ein Kapitänspatent für die Seefahrt notwendig machten, änderte sich die Einstellung der Fehntjer zum Thema Bildung.
Eine Besonderheit des Bildungswesens auf den Fehnen waren die sogenannten Navigationsschulen. In der Anfangsphase der Fehne war die Torfschifffahrt, der Transport des Torfs mit kleinen Schiffen, noch keinerlei Ausbildungsvorschriften unterworfen, da diese nur neben- und teilberuflich betrieben wurde, was sich jedoch mit der Entwicklung hin zu einer hauptberuflichen Seeschifffahrt änderte. Die große Zahl der auf den Fehnen in Schifffahrtsberufen Tätigen verlangte nun nach geeigneten Unterrichtsmöglichkeiten, um ein Steuermanns- bzw. Schifferexamen ablegen zu können. Die erste Navigationsschule wurde in preußischer Zeit 1782 in Emden eröffnet, weitere Schulen gab es später in Leer, Papenburg, Timmel und Westrhauderfehn. Der spätere Niedergang der Schifffahrt auf den Fehnen bedeutete auch das Ende der Navigationsschulen.

### Wohnhäuser auf den Fehnen
Als erste Unterkunft dienten den Siedlern der Fehne zunächst einfache Hütten, die direkt am Fehnkanal errichtet wurden, da dort der Untergrund trockener und standfester war als auf dem Rest des noch nicht abgetorften Landes. Die Hütten wurden aus getrockneten Torfsoden, Holz und anderen natürlichen Materialien errichtet, die im Moor zu finden waren und daher nichts kosteten. Im Inneren der Hütten war es kalt und feucht und durch die Wände aus Torfsoden pfiff der Wind. Das offene Feuer in der Mitte der Hütte konnte den Raum nicht warmhalten, füllte ihn aber stattdessen mit Rauch, der in den Augen brannte.
Diese sogenannten Plagenhütten wurden nach und nach durch Lehmbauten ersetzt, die das Ortsbild der Fehne bis ins 19. Jahrhundert hinein prägten. Um 1850 kam der Gebäudetyp des Kolonistenhauses auf. Dabei wurden Lehmhütten mit Backsteinen ummauert, die von Abbruchhäusern der Umgebung stammten.
Der jüngste Bautyp auf den Fehnen war das Landarbeiterhaus, das im Wesentlichen aus Backsteinen, Rundhölzern, handgeformten Tonpfannen und Reet errichtet wurde. Vielfach wurden die Häuser nach dem Vorbild der Gulfhöfe errichtet, hatten jedoch viel kleinere Dimensionen.
Im 19. Jahrhundert war die Anlage der Fehne weitgehend abgeschlossen, die Bebauung zu beiden Seiten der Kanäle bestand nun vorwiegend aus Gulfhäusern sowie vereinzelten städtisch orientierten Kapitänsvillen. Die Fehntjer scheuten sich jedoch davor, ihren Reichtum allzu sehr nach außen zu tragen. Bedingt durch ihre ärmliche Vergangenheit misstrauten sie dem zwischenzeitlichen wirtschaftlichen Aufschwung und legten ihr Geld lieber in Form von Land, einer Gaststätte oder eines Kolonialwarenladens an, um ihren Kindern später eine sorgenfreie Zukunft ermöglichen zu können.

## Fehngesellschaften
Die Fehngesellschaften waren ursprünglich Zusammenschlüsse von Personen, welche die Obererbpächter eines Fehns darstellten. Die Gesellschafter waren meist wohlhabende Kaufleute, Pastoren oder Lehrer, die selbst nicht auf den Fehnen, sondern in den Städten lebten und die Fehne als Kapitalanlage ansahen. In der Gründungsphase der ostfriesischen Fehne im 17. Jahrhundert stellte das ostfriesische Fürstenhaus privaten und kapitalkräftigen Interessenten wie Entrepreneurs (Einzelunternehmer) oder Compagnien (Unternehmergruppen), Erbpachtbriefe aus und überließ ihnen die weitere kommerzielle Entwicklung der gepachteten Moorgebiete.
Der Gründungsakt privater Fehne wurde in einem sogenannten Erbpachtbrief niedergelegt, der alle Einzelheiten der beabsichtigten Bewirtschaftung eines Fehns aufführte und die Rechtsverhältnisse zwischen den jeweiligen Landesherren und den Fehnunternehmern als Obererbpächter regelte. Die Obererbpächter waren für die Anlage von Kanälen und deren Instandhaltung verantwortlich, während sich das Fürstenhaus die Nutzung der Kanalanlagen vorbehielt. Die Landesherren als Eigentümer der Moorgebiete waren vor allem an der von den Obererbpächtern jährlich zu zahlender Pacht interessiert. Je nach Fortschritt der Kultivierung konnte die Pacht angehoben und den Fehnunternehmern weiteres Land zur Urbarmachung zur Verfügung gestellt werden. Den Obererbpächtern wurde auferlegt, in einem gewissen Zeitraum Häuser auf den Fehnen zu erbauen, sowie Kanäle, Brücken und Schleusen auf ihre Kosten zu unterhalten. Im Gegenzug waren sie dazu berechtigt, Torf zu verkaufen, und bekamen auf den Fehnen das Schankrecht und eine Rossmühle zugestanden.
Der Torfabbau brachte dem Unternehmer die Torfheuer ein, das kultivierte Land den Kanon (Erbpachtzins) und das auf dem Kolonat errichtete Haus dem Landesherren, neben der Kopfsteuer, die Hauspräsentation, eine geringe Abgabe in Form von Naturalien, die schließlich in eine Geldsumme umgewandelt wurde. Nach vollzogener Kultivierung des Landes zahlte der Erbpächter dann Steuern an den Landesherren. Zur Sicherheit bürgten Fehnunternehmer mit ihrem Eigentum. In frühen Erbpachtbriefen wurden die späteren Siedler, die Fehntjer, noch als Heuer-Leuthe bezeichnet, d. h. es handelte sich bei ihnen zunächst nicht um Kolonisten, sondern um Tagelöhner.
Der Torfabbau, der Verkauf sowie die Kultivierung der Moorflächen lagen zunächst allein in der Verantwortung der Obererbpächter. Trotz der Vorgaben der Erbpachtverträge zeigten diese aber oft wenig Interesse an der Kultivierung der abgetorften Flächen, vernachlässigten ihre Aufgaben und Pflichten oder wälzten die Kultivierung der Moorflächen auf andere ab. So beschwerten sich 1655 beispielsweise die Gläubiger des Lübbert Cornelius darüber, dass er Teile seiner Moorflächen in „selbstmächtiger weise verschiedenen anderen in Unter-Erbpfacht gegen Erlegung eines gewißen jährlichen Caninis, wieder eingethan“ habe und damit seinen Verpflichtungen zur Kultivierung nicht nachgekommen sei.
Der Status der Fehnpächter änderte sich in der Folge, die Abtorfung der Moorflächen wurde nun an siedlungswillige Kolonisten (Untererbpächter) vergeben, mit denen die Obererbpächter gesonderte Unterverträge schlossen. Damit begann die eigentliche heute bekannte Fehnkolonisation in Ostfriesland, indem die Kolonisten, im Gegensatz zu Lohnarbeitern, nun gezwungen waren, sich durch die Kultivierung der Böden eine dauerhafte Existenzgrundlage zu sichern. Auf den Fehnen wurden die Kolonisten zu Torfgräbern, Schiffern und Landbesitzern in einer Person.
Die Änderung der Eigentumsverhältnisse auf den Fehnen in Ostfriesland ging von Großefehn aus. Die Großefehngesellschaft baute den Torf nicht mehr selber ab, sondern begann die unkultivierten Moorflächen an Untererbpächter weiterzuverpachten.
Die Pacht sicherte den Obererbpächtern dauerhafte Einnahmen, während sie selbst nur noch für die Instandhaltung der Hauptfehnkanäle verantwortlich waren und sich die aufwendige Kolonisierung der Fehnstellen ersparen konnten. Die Untererbpächter pachteten von der Fehnkompagnie eine Parzelle Land von etwa 2–3 ha. und waren damit nicht mehr Arbeiter und Tagelöhner der Obererbpächter, sondern selbstständige Kleinunternehmer. Die Obererbpächter schufen mit dem Bau von Kanälen, Brücken und Schleusen u. a. die nötige Infrastruktur, während die Untererbpächter den Torf abbauten und das gepachtete Land kultivierten. Zwischen Ober- und Untererbpächtern erfolgte somit eine Arbeitsteilung. Von Seiten der Obererbpächter gab es zudem immer wieder Arbeitsaufträge für den Bau von Kanälen und Wegen, die den Untererbpächtern ein zusätzliches Einkommen ermöglichten.
Der älteste erhaltene Erbpachtvertrag aus Großefehn stammt aus dem Jahre 1703. Laut Vertrag wurden den Untererbpächtern zunächst einmal sechs Freijahre gewährt, die dazu verwendet werden sollten, mit der Kultivierung des gepachteten Landes zu beginnen. Nach diesen sechs Jahren verpflichteten sich die Untererbpächter dazu, pro Diemat Land jährlich einen festen Geldbetrag zu zahlen, der in der Folge steigen konnte. Weiterhin wurde vertraglich festgelegt, dass die Untererbpächter das gepachtete Land nicht ohne Zustimmung der Obererbpächter „verkaufen, vertauschen oder auf andere Weise veräußern“ durfte. Im Fall von Zuwiderhandlung fiel das Land an die Fehngesellschaft zurück. Im Falle eines Pächterwechsels mit Einwilligung der Eigentümer solle der alte Pächter eine Jahrespacht bezahlen, ebenso wie der neue Pächter. Alle Eigentumsrechte am Grund und Boden verblieben bei den Obererbpächtern, zur Sicherheit verpfändete sich der Untererbpächter dafür mit all seiner Habe. Das gepachtete Land konnte nicht innerhalb der Familie weitervererbt werden; wollte der Sohn eines Fehntjers heiraten und eine eigene Familie gründen, musste er sich bei der Compagnie als Pächter um eine neue Parzelle auf demselben oder einem anderen Fehn bewerben.
Während es bei den frühen Fehngründungen noch einen hohen sozialen Unterschied zwischen Oberpächtern und Unterpächtern gab, kam es gegen Ende des 18. Jahrhunderts in Bezug auf die Pachtverhältnisse zu einer zunehmenden Demokratisierung und Egalisierung, was vor allem im finanziellen Misserfolg der Fehnkompagnien begründet lag. Den Fehntjern als Untererbpächtern ging es vor allem im 19. Jahrhundert wirtschaftlich immer besser, während die Einkünfte der Obererbpächter aus den Fehnkompagnien stagnierten.
Eine kontinuierliche Zerstreuung der Besitzanteile durch Erbfolge in den Gründerfamilien der Fehne führte dazu, dass die einzelnen Anteilseigner selbst immer weniger Anteile besaßen und somit auch weniger Einkünfte verbuchen konnten, die Zersplitterung der Anteile sorgte dabei für einen ausbleibenden wirtschaftlichen Erfolg der Fehngesellschaften insgesamt. Mit der Neuordnung der Fehnkompagnien zu Fehngesellschaften Mitte des 19. Jahrhunderts wurden Fehnanteile erstmals für jedermann käuflich. Viele Fehntjer, die inzwischen wohlhabend geworden waren, konnten nun Anteile erwerben, die Fehnanteile kamen somit erstmals in den Besitz derjenigen Menschen, die selbst auf den Fehnen lebten. Durch den Kauf von Fehnanteile waren die Fehntjer somit gleichzeitig Untererbpächter und Obererbpächter.
In späteren Zeiten kam es immer wieder zu Forderungen nach einer generellen Auflösung der Erbpacht. Eine Ablösungsmöglichkeit bot ein preußisches Gesetz vom 2. Juli 1876, das es den Untererbpächtern ermöglichte, ihre Erbpacht vollständig abzulösen. Viele Familien machten von dieser Möglichkeit Gebrauch, jedoch konnte sich dieser Prozess lange hinziehen, so wurde beispielsweise die Ablösung von der Erbpacht in Großefehn erst nach dem Zweiten Weltkrieg geregelt.

## Fehntjer
Die ersten Siedler der Fehne, die sogenannten Fehntjer, waren vermutlich Menschen aus den benachbarten Bauern- und Kirchdörfern der Geest sowie Vertriebene des Dreißigjährigen Krieges. Im 18. Jahrhundert kamen Wanderarbeiter, besonders aus Westfalen, Ostwestfalen, dem Paderborner Land und dem Fürstentum Lippe in großer Zahl als Saisonarbeiter nach Ostfriesland, von denen einige auf den Fehnen eine neue Heimat fanden.
Die meisten Neusiedler waren jedoch nicht erbberechtigte Bauernsöhne oder Menschen aus den umliegenden Dörfern, die dort kein Auskommen fanden. So galt auf der Geest das Anerbenrecht, das den Hof geschlossen einem Sohn vermachte, um eine Zersplitterung des Besitzes wie bei der Realerbteilung zu vermeiden. Die ostfriesischen Bauerndörfer der Geest hatten eine vergleichsweise starre Sozialstruktur und gegenüber dem Knecht- und Landarbeiterdasein der nichtbesitzenden Geestbevölkerung waren die Fehne mit ihrem zweifellos geringeren Abhängigkeitsverhältnis besonders attraktiv.
Obwohl auf den Bauernhöfen der Marsch die Realerbteilung galt, wurde diese jedoch kaum angewendet, da dies die Zersplitterung der Marschhöfe bedeutet hätte. So wurde auch hier der gesamte Besitz an einen Sohn weitergegeben. Weitere Nachkommen waren somit gezwungen, sich fernab der elterlichen Höfe eine neue Existenz aufzubauen, die viele von ihnen in den Fehnsiedlungen suchten und fanden. Später bezogen die wachsenden Fehne ihre Kolonatsnehmer meist von unteren, also älteren Fehngebieten, wodurch die Fehnbevölkerung in hohem Maße unter sich blieb.

### Alltag der Fehntjer
„Der Entschluss, sich um ein Kolonat auf den Fehnen zu bewerben, bedeutete Mut zum Risiko und die Bereitschaft, lange Durststrecken durchzuhalten, sowie die Verantwortung für die Erfüllung der Verträge und den eigenen Lebensunterhalt auf sich zu nehmen“.
Um möglichst viele Menschen auf den Fehnen ansiedeln zu können, vergaben die Fehngesellschaften viele kleine Parzellen, von denen die Fehntjer jedoch nicht leben konnten. Die Fehntjer mussten zusätzlich als Lohnarbeiter für die Fehngesellschaften oder als Schiffer arbeiten, um ihren Lebensunterhalt bestreiten zu können. Die Lebensbedingungen der ersten Fehntjer waren durchwegs erbärmlich. Als Unterkunft dienten zunächst nur primitivste Hütten aus Torfplacken.
Der Arbeitstag der Fehntjer war im Sommer lang und jeder in der Familie musste mit anpacken. Noch bevor die Kinder zur Schule gingen, mussten die Tiere versorgt und das Frühstück vorbereitet werden, danach ging es zum Torfabbau. Im Winter wurde ausgebessert und repariert sowie die Wassergräben rund um Fehnstelle gereinigt. Die Frauen strickten aus Schafswolle neue Kleidungsstücke, die Männer fertigten aus Reisig und Pfeifengras Besen. Auch das Schlachten geschah im Winter, das Fleisch wurde zu Wurst verarbeitet, gepökelt oder geräuchert und meist verkauft oder eingetauscht.
In der Anfangszeit der Fehne arbeiteten viele Fehntjer nebenher als Tagelöhner auf den Bauernhöfen der Geest oder Marsch, um zusätzlich Geld zu verdienen. Die Arbeit auf den Fehnen ging von früh bis spät. Da für die meisten Kolonisten die Beschäftigung von Lohnarbeitern finanziell nicht möglich war, musste die ganze Familie mithelfen, ebenso waren die einzelnen Familien auf Nachbarschaftshilfe angewiesen.

Die Frauen führten auf den Fehnen ein hartes, arbeits- und entbehrungsreiches Leben. Sie trugen Verantwortung für die Familie, den landwirtschaftlichen Kleinbetrieb und die kaufmännischen und finanziellen Angelegenheiten während der Abwesenheit der Männer, wenn diese beispielsweise den Torf mit Schiffen in die Städte brachten. Die Kolonisten- und Schifferfrauen hatten ein hohes Durchsetzungsvermögen und galten als besonders selbstbewusst. Sie lebten in dem Bewusstsein, Gleiches zu leisten wie die Männer und unentbehrlich zu sein. „Diese Position prägte eine eigenständige, selbstbewusste und zuweilen dominant wirkende weibliche Persönlichkeit, die bis heute von den Müttern den Töchtern vorgelebt wird“.
„Auf dem Kolonat war die Frau eine voll anerkannte Arbeitskraft. Sie war dem Mann gleichgestellt. Während der Zeit der Schifffahrt war es ihre Aufgabe, das Kolonat allein zu bewirtschaften und durch den Gartenbau wesentlich zur Ernährung der Familie beizutragen. Sie garantierte so dem Mann und der übrigen Familie die schwer erworbene, sichere Existenz mit Grund und Boden.“ 
Viel Abwechslung oder Freizeitbeschäftigungen gab es auf den Fehnen nicht, selbst die Kinder mussten mithelfen, sobald sie alt genug waren. Die Söhne arbeiteten als Torfstecher oder Schiffsjungen, die Töchter halfen beim Torfstapeln oder auf dem Feld, wenn sie nicht der Mutter im Haushalt helfen mussten. Selbst kleine Kinder wurden zum Umdrehen der gestapelten Torfsoden oder zu Botengängen eingesetzt, sofern sie nicht die Schule besuchten. Im Winter konnten Erwachsene und Kinder auf den zugefrorenen Kanälen Schlittschuh laufen (Schöfeln). Die typischen ostfriesischen Schlittschuhe mit breiten Kufen wurden in dem Ort Breinermoor hergestellt und daher Breinermoorkes genannt.
Die Fehntjer Familien hielten noch lange an der Landwirtschaft fest, obwohl die Schifffahrt gute Einkünfte garantierte. Dies änderte sich erst, als die Fehntjer den Schritt von der Küsten- zur Seeschifffahrt machten. Die Einkommenssituation der Familie verbesserte sich und die Fehntjer konnten sich einen bürgerlichen oder städtischen Lebensstil leisten. Die Nebenerwerbslandwirtschaft wurde aufgegeben und „die Fehntjer Hausfrau zur Dame des Hauses in einer Villa der Gründerzeit“.

### Landwirtschaft und Ernährung
Die Ernährung der Fehntjer war einfach und beschränkte sich auf das, was auf der Fehnstelle (Kolonat) angebaut werden konnte und verfügbar war. Für andere Nahrungsmittel fehlte das Geld. Manche Siedler besaßen einige Hühner, ein Schaf oder eine Ziege. Vor der Wende zum 20. Jahrhundert war Buchweizen das Hauptnahrungsmittel der Fehntjer, da andere Getreidesorten dort zunächst nicht wuchsen. In den Moorkolonien und auf den Fehnen wurde der Buchweizen zu Mehl gemahlen und zu Grütze und Bookweitenschubbers, kleinen in Talg oder Fett gebackenen Buchweizenpfannkuchen verarbeitet. Von den Bauern der Geest und Marsch wurde Buchweizen nicht verwendet und war als „Armeleuteessen“ verschrien.
Auf den Fehnen war die Versorgung mit sauberem Trinkwasser ein großes Problem. Torfbrunnen wurden bis auf die im Sandboden liegende Grundwassersohle gegraben und dann mit einer Schicht Torfsoden zur Filterung des Grundwassers aufgefüllt, daneben wurde Regenwasser aufgefangen.
Nachdem der Torf auf den Kolonaten abgetragen war, bestand die größte Aufgabe darin, die Fruchtbarkeit der Böden zu erhöhen, was auf unterschiedliche Art und Weise geschehen konnte: Der beim Torfgraben zuvor abgetragene Weißtorf wurde gesammelt und getrocknet und später von den Fehntjern in getrockneter Form zu Pulver zermahlen und als Stalleinstreu verwendet. Der mit Dung vollgesogene Weißtorf wurde zusammen mit Hafenschlick, Bunkerde und Sand vermischt und auf den abgetorften Flächen aufgetragen, wodurch die Fruchtbarkeit der Böden verbessert wurde.
Eine andere Art der Melioration ergab sich am Hauptfehnkanal. Bei Flut öffneten die Anlieger der Fehnstellen sog. Schlickpumpen und überfluteten ihre Felder, die mit Dämmen umgeben waren, um das Abfließen des Wassers zu verhindern. Bei Ebbe wurde das Wasser abgelassen, zurück blieb fruchtbarer Schlick. Diese Methode der Melioration war nicht unumstritten, da durch die Wasserentnahme der Schlickpumpen besonders im Sommer kein ausreichender Wasserstand für die Schifffahrt gewährleistet werden konnte.
Mit der Einführung von Kunstdünger im 20. Jahrhundert wurden die Schlickpumpen überflüssig. Die Verbesserung der Böden führte zu einer Abkehr vom Buchweizenanbau, vermehrt wurden nun Flachs, Roggen, Hafer und Gerste angebaut, jedoch kein Weizen, der bis ins 20. Jahrhundert hinein bei den Bauern der Marsch hinzugekauft wurde. In preußischer Zeit setzte sich bereits der Kartoffelanbau durch. Später wurde auf den Fehnen auch Viehzucht und Pferdezucht betrieben.

### Wiederentdeckung der Moorbrandkultur

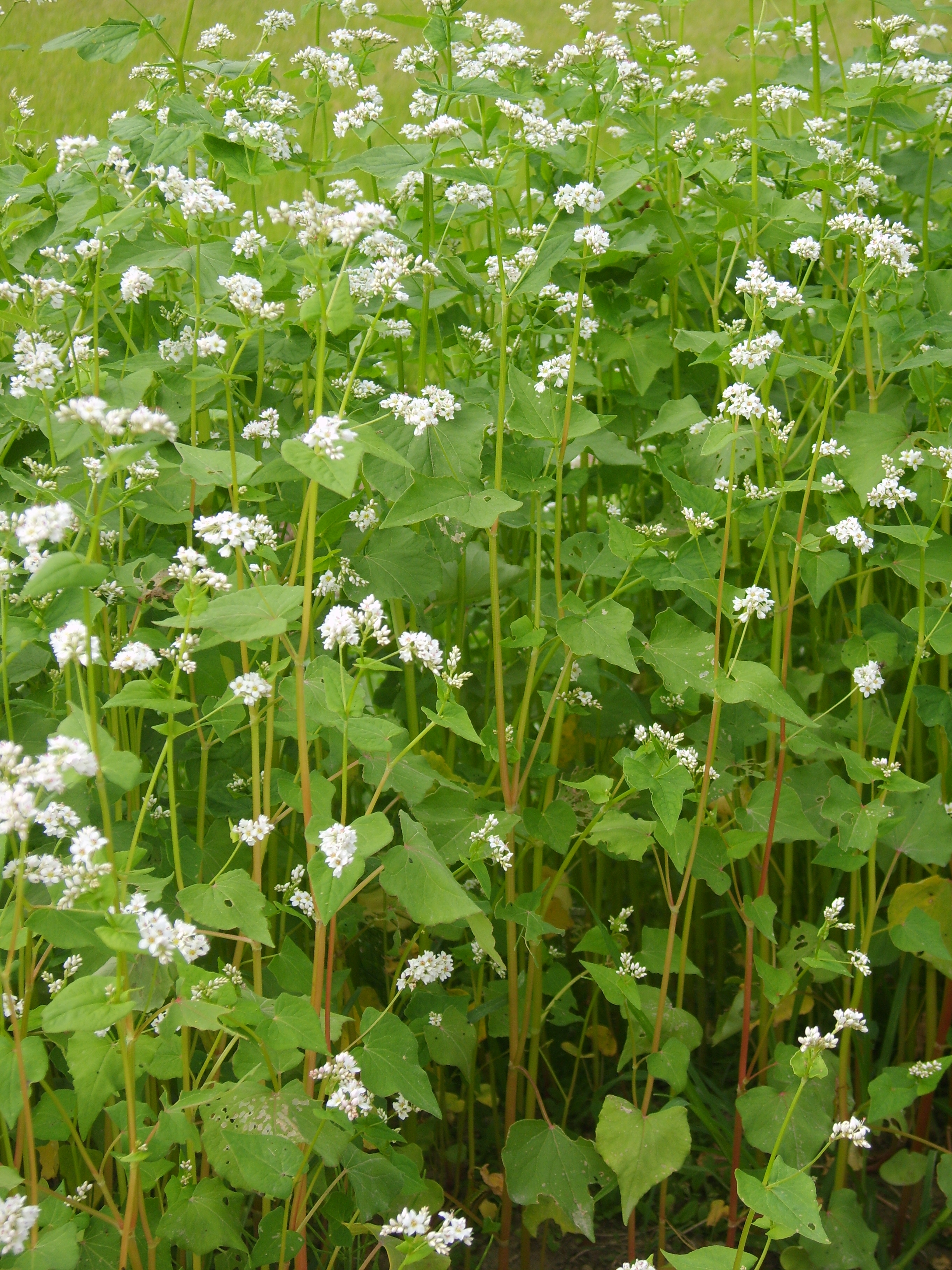
Nahrungsgrundlage der ersten Moorsiedler: Echter Buchweizen (Fagopyrum esculentum)

Das größte Problem der landwirtschaftlichen Nutzung auf den Fehnen bestand in der schlechten Qualität der Böden, die in der Regel morastig und übersäuert waren. Gelegentlich gab es Sandinseln im Moor, die jedoch auch keine besondere Fruchtbarkeit aufwiesen. Eine Lösung die Fruchtbarkeit der Böden zu erhöhen, bot die sog. Buchweizenbrandkultur.
Obgleich die Moorbrandkultur bereits seit dem 16. Jahrhundert in Nordwestdeutschland bekannt war, geriet sie im Laufe des 17. Jahrhunderts in Ostfriesland offensichtlich in Vergessenheit. Von Hatshausen aus wurde ab dem frühen 18. Jahrhundert die Moorbrandkultur in Ostfriesland erneut eingeführt. Der Pastor Anton Christian Bolenius, der von 1707 bis 1716 in Hatshausen tätig war, führte die Methode der Moorbrandkultur aus den Niederlanden erneut in Ostfriesland ein.
Landwirtschaftliche Grundlage der Moorkolonien war die Moorbrandkultur. Dabei wurden im Sommer kleine Gräben angelegt, um kleine Moorflächen zu entwässern. Im Herbst wurde das Moor in Schollen gehackt, die im Winter durchfroren und im darauffolgenden Frühjahr geeggt wurden. Im späten Frühjahr zündeten die Kolonisten die auf diese Art bearbeiteten Moorflächen an und säten Buchweizen in die Asche. Der schnellwachsende Buchweizen kann bereits nach wenigen Wochen geerntet werden. Der Buchweizen, ein Knöterichgewächs, wurde anschließend zu Mehl gemahlen.
Angebaut wurden auf den Fehnen auch Kartoffeln, Roggen und Hafer. Der Moorboden war allerdings durch die Moorbrandkultur schon nach einigen Jahren ausgelaugt und die Ernteerträge sanken dementsprechend. Die Moorbrandkultur war daher nur wirtschaftlich, wenn immer neue Moorgebiete zum Abbrennen zur Verfügung standen. Die in preußischer Zeit in Ostfriesland entstandenen Moorkolonien entwickelten sich mit wenigen Ausnahmen zu Notstandsgebieten. Trotz der bekannten Risiken wurde das Moorbrennen weiterhin aus wirtschaftlicher Not heraus durchgeführt, auch als die preußische Regierung das Abbrennen von Heide und Moor unter Strafe stellte. In Deutschland wurde 1923 das Moorbrennen aufgrund starker Rauchentwicklung verboten. Die Rauchwolken der Moorbrände wurden nicht nur von den Moorbauern eingeatmet, sondern auch in weit entfernte Gebiete verweht und waren beispielsweise in England als dry fog bekannt.

## Torfgewinnung

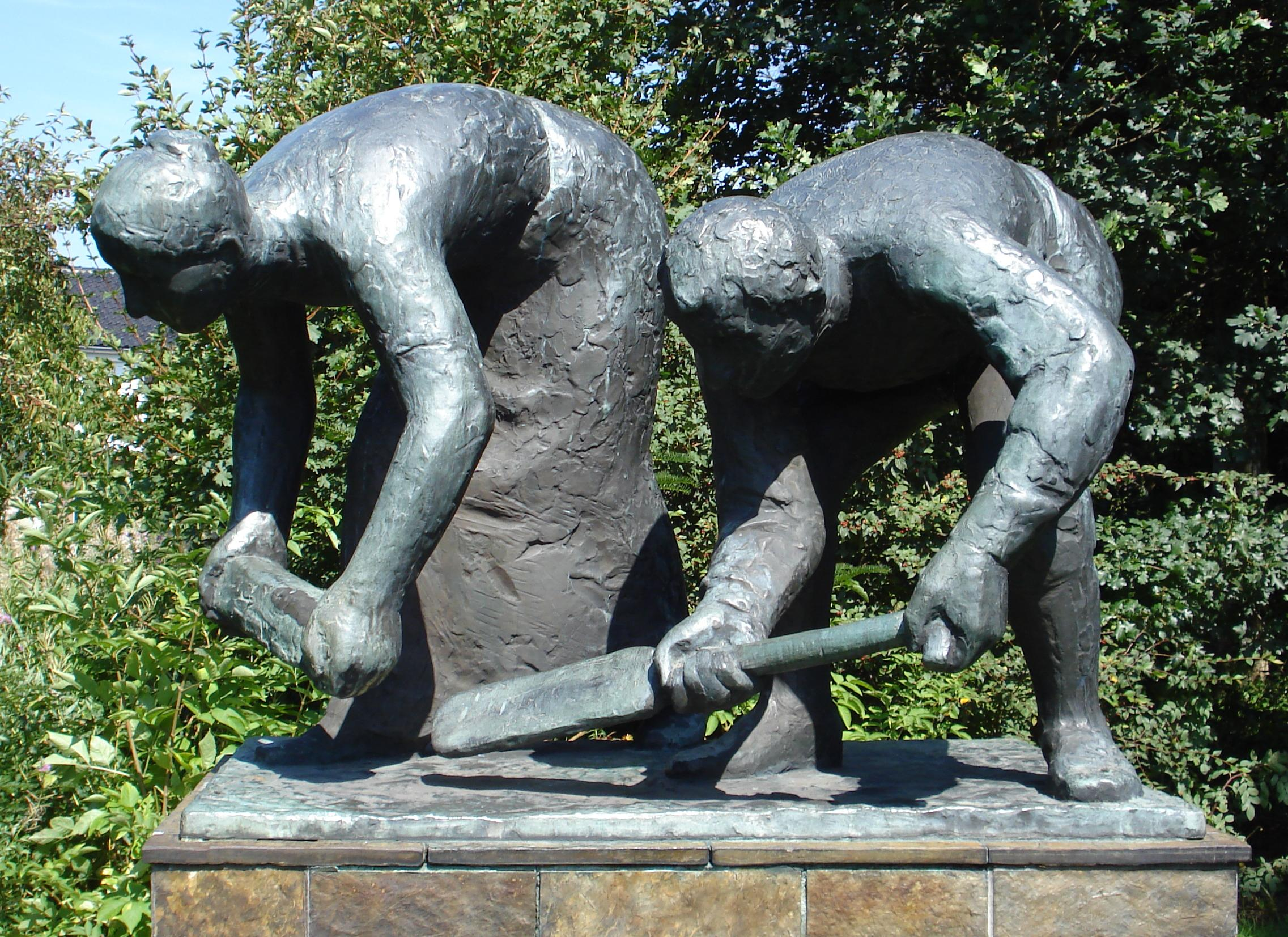
Hoogeveen kunstwerk turfgravers

Als Brennmaterial war der Torf im ostfriesisch-oldenburgischen Gebiet bereits lange Zeit bekannt. Der Torfabbau blieb jedoch bis zu Beginn des 17. Jahrhunderts auf die Randgebiete der Moore begrenzt. Neben den Geestbauern wurde das Moor bis dahin vor allem von den Mönchen der dort ansässigen Klöster genutzt. Bis ins Spätmittelalter hinein besaßen die Klöster in Ostfriesland und im Gebiet östlich der Stadt Groningen große Moorflächen. Mit der Einführung der Reformation gingen die Moorflächen später meist in landesherrlichen Besitz über.
Die Absatzgebiete des Torfs waren die ostfriesischen Städte, die Marsch mit ihren Ziegeleien und die Ostfriesischen Inseln. Teilweise wurde der Torf auch nach Hamburg und Bremen verschifft. Die Bewohner der Geestdörfer wurden nicht von den Fehntjern mit Torf versorgt, da sie Selbstversorger waren und die Moorflächen in der Nähe ihrer Dörfer zum Torfstechen nutzten. Die Bauern der Geest machten dabei von ihrem traditionellen Upstreekrecht (Aufstreckrecht) Gebrauch, was oft zu Konflikten mit den neuentstandenen Fehnsiedlungen führte.
Das Torfstechen war eine körperlich extrem anstrengende Arbeit, die viel Kraft und Ausdauer erforderte und oftmals zu körperlichen Beeinträchtigungen führte. So wurden die Fehntjer in den Städten schon von Weitem an ihrer Körperhaltung, den schiefen Schultern und dem angewinkelten Arm, erkannt: „die ewig gleiche Arbeit hatte die Fehntjer so zugerichtet.“

### Arbeitsgeräte

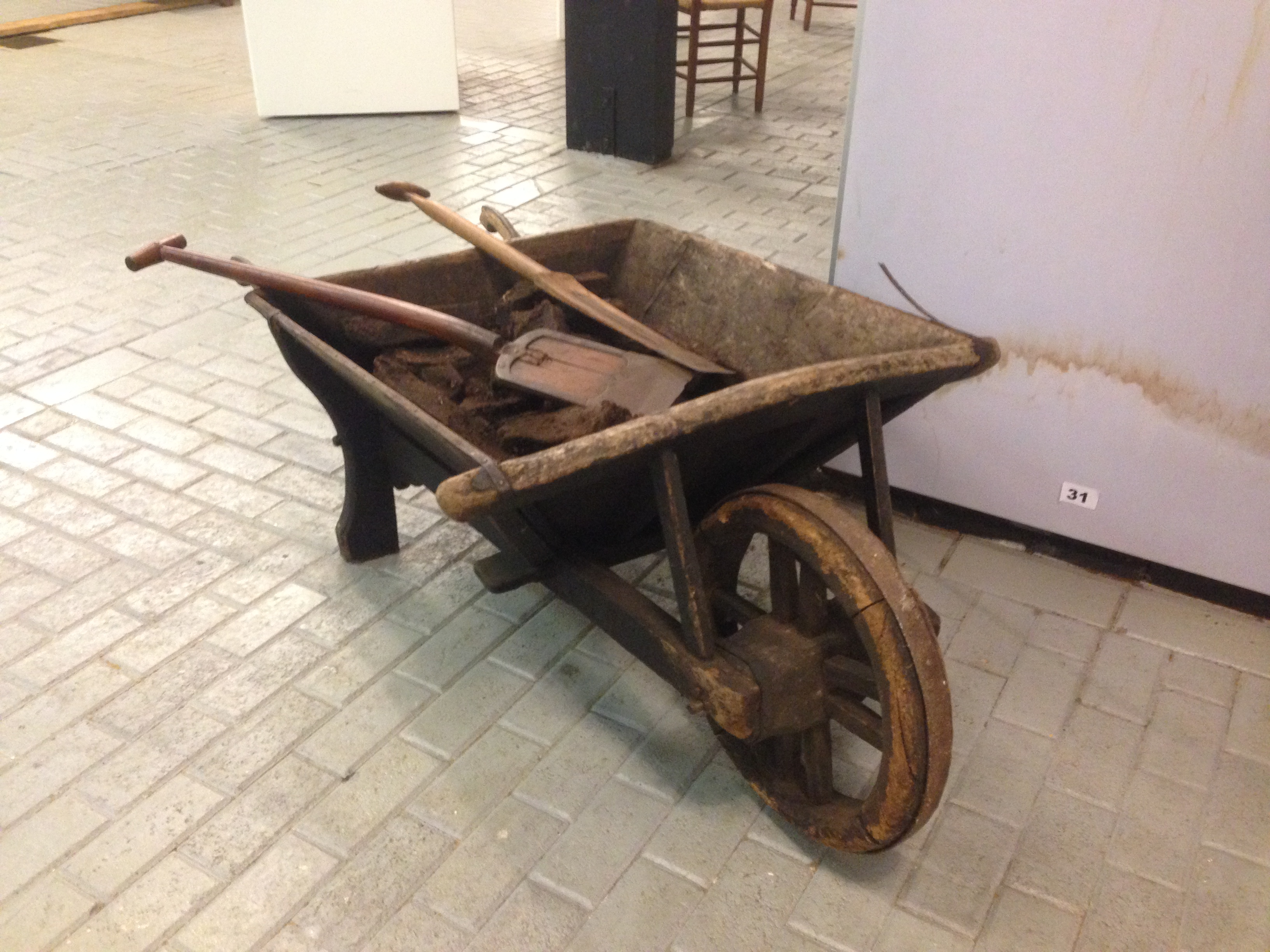
Torfkarren und Arbeitsgeräte zur Torfgewinnung

Auf den Kolonaten war der Einsatz von Maschinen und schwerem Gerät aufgrund des weichen Bodens kaum möglich. Mit der Übernahme der Fehnstelle war jeder Kolonist selbst für die Beschaffung seines Arbeitsgerätes verantwortlich. Die Geräte zur Torfgewinnung waren einfach und bestanden aus einem Bunkspaten (Schaufel zum Abtragen/Abbunken der Weißtorfschicht und der Pflanzendecke), einem Stikker, (Stechspaten), einem Torfspaten (Spaten zum Herausnehmen der Torfsode), einer Setzforke (Mistgabel mit vier Zinken) und einem Torfkarren (Schubkarren). Für den Transport des getrockneten Torfs verwendete man die Torfkreite (Transportgestell) . Bei der Arbeit im Moor wurden Moorstiefel (Stefelholsken) getragen, um beim Einsinken sowie beim Ziehen und Reinigen von Entwässerungsgräben keine nassen Füße zu bekommen. Das Einsinken im Moor verhinderten breite, eigenhändig hergestellte Stroh- oder Holzschuhe (Trippholsken), auch für Pferde wurden oberflächenvergrößernde Schuhe (Peerschoh) verwendet. Die schwere körperliche Arbeit des Torfstechens wurde durch die Anfertigung individueller Geräte erleichtert, die sowohl dem Körperbau als auch den Erfahrungen und dem Leistungsvermögen der jeweiligen Fehntjer entsprachen. Auch die entsprechenden örtlichen, von der Natur vorgegebenen Bedingungen wie pflanzliche Zusammensetzung sowie Grad der Durchwurzelung und Austrocknung der Moore führte zu individuell und regional leicht unterschiedlich ausgeprägten Arbeitsgeräten.

### Torfstechen

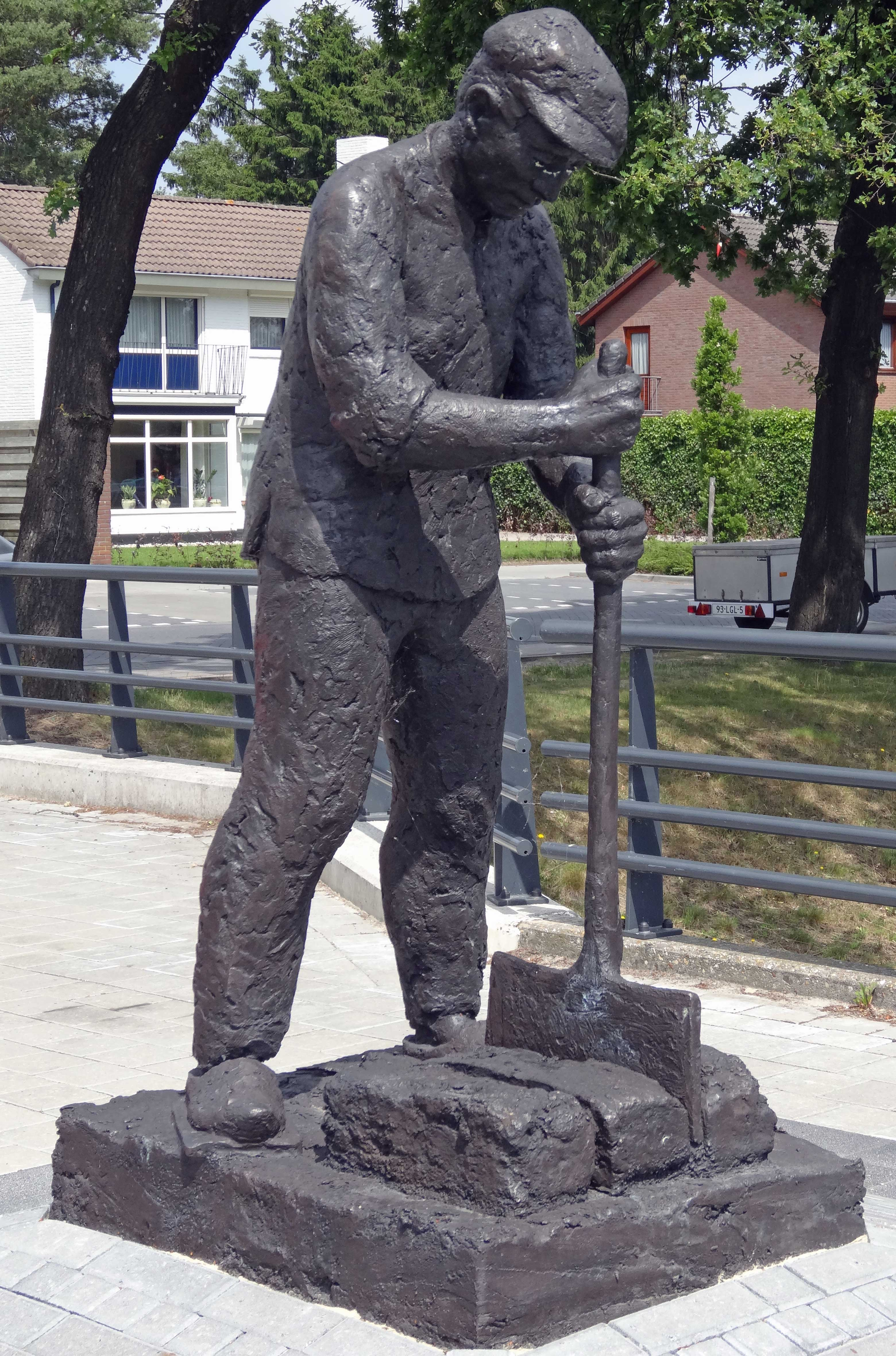
De Veenarbeider Bert Kiewit Klazienaveen

Die Torfgewinnung war witterungsabhängig und nur im Sommer an etwa 100 Tagen möglich. Jeder Fehntjer war dabei auf die Unterstützung der Anderen angewiesen. Bevor Torf gestochen werden konnte, musste das Moor zunächst durch ein verzweigtes Grabensystem entwässert und durch ein System von Zwischendämmen mit Wegen zwischen Torfstich und Torfdarre erschlossen werden. In der Pütte bauten die Fehntjer den Torf ab, oft bis in die Abenddämmerung hinein und manchmal mehr als 12 Stunden am Tag. Der Torf wurde quer zum Grundstück abgetragen, dabei wanderte der Torfstich, die Pütte, immer weiter über das Grundstück. War das andere Ende des Grundstücks erreicht, wurde kehrtgemacht und eine neue Pütte angelegt.
Der Torfabbau erfolgte in Handarbeit. Beim sog. Handstichverfahren schlossen sich vier bis fünf Kolonisten zu einer Grabungsmannschaft, einer Ploog, zusammen, in der jedes Mitglied als Bunker, Stikker, Gräber, Korsetter und Kroder eine genau festgelegte Arbeit zu verrichten hatte. Das Torfgraben mit zwei Personen wurde Kroepeln oder Ploegen genannt.

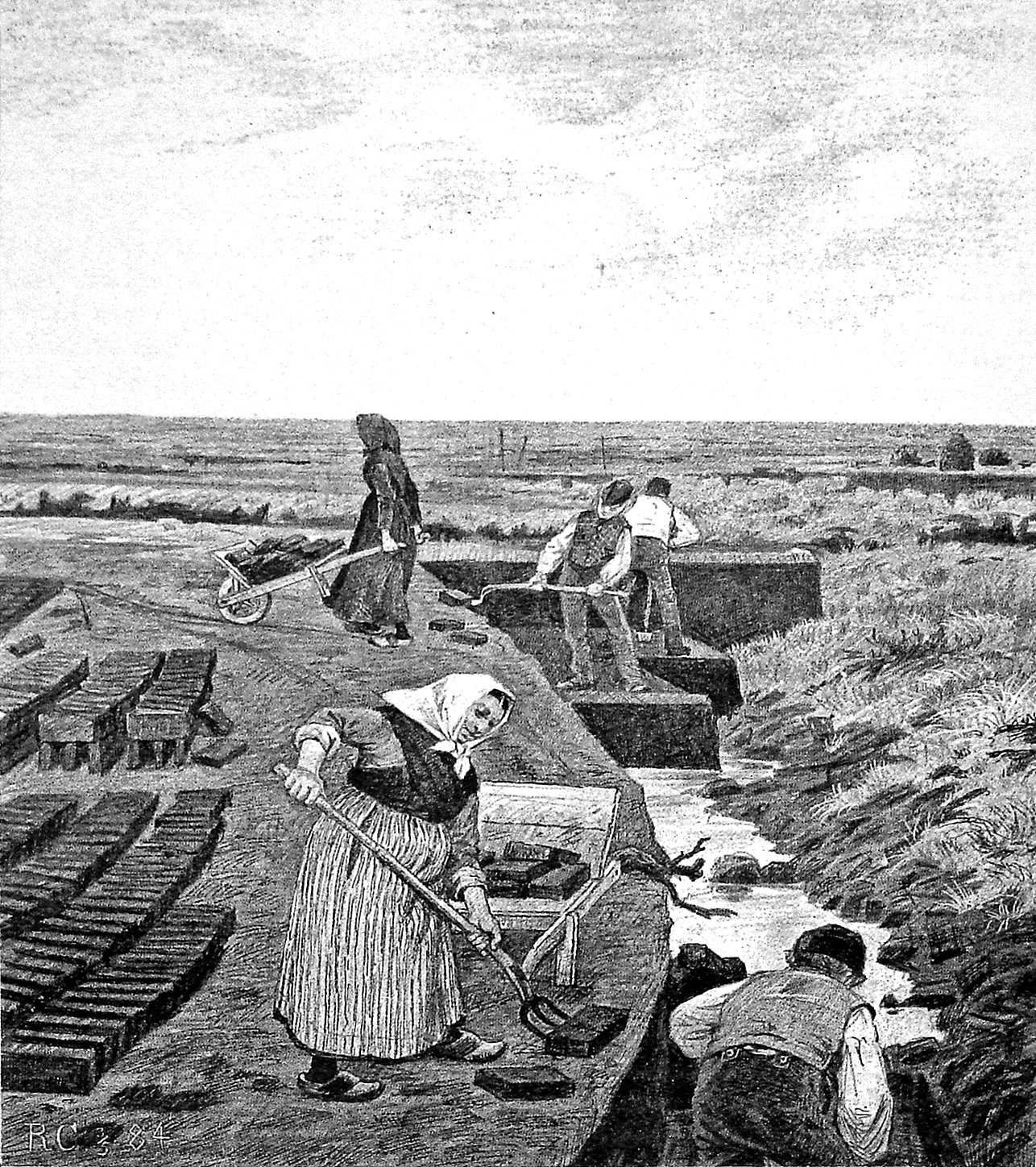

Der Bunker räumte zunächst mit einem Spaten die obere Moorschicht und den für die Brenntorfgewinnung unbrauchbaren Weißtorf ab (Abbunken). Die Aufgabe des Stikkers bestand darin, das Moor von oben mit einer an einem langen Stiel befestigten Klinge in gleichmäßige, der Länge und Breite einer Torfsode entsprechende Stücke zu zerteilen. Mit dem Jager stach der Grawer (Gräber) danach waagerecht in die treppenförmig abgestufte Moorwand und hob jeweils zwei zusammenhängende Torfsoden aus der Bank, die vom Stikker zuvor zugeschnitten worden waren, und setzte sie auf ein Brett bzw. auf den Rand der Pütte. Der Korsetter pickte die vom Gräber abgelegten Torfsoden mit der Setzforke (Mistgabel) auf und stapelte sie in zwei übereinanderliegenden Reihen auf einem Torfkarren. Der Kroder schob (krodete) die Torfsoden zum Setzfeld (Schlagfeld).
Auf dem Setzfeld wurden die Torfkarren umgekippt und die Torfsoden trockneten in langen Reihen „im Schlag liegend“ während einiger Wochen. Die Tagesleistung einer Ploog betrug 8000–9000 Torfsoden. Die Pütte wurde nach dem Abgraben des Torfs mit Bunkerde, Weißtorf und Dung aufgefüllt und stand nun für die landwirtschaftliche Nutzung zur Verfügung. Auf dem Setzfeld trocknete der Torf zunächst zwei bis drei Monate und wurde danach gestukt, d. h. in kleinere Lagen aufeinandergestapelt, die vier bis zehn Lagen hoch sein konnten.
Nach einer weiteren Trocknungsphase begannen Frauen und Kinder mit dem Ringen des Torfes. Die Torfsoden wurden dabei kreisförmig aufgeschichtet, um sie rundherum trocknen zu können. Bei der Trocknung wurde der Torf immer so aufgestapelt, dass das Regenwasser an der Außenseite ablaufen konnte. Der Torf trocknete den ganzen Sommer über bis zum Spätherbst und wurde durch dieses Verfahren nicht nur wesentlich leichter, sondern schrumpfte auch in seinem Volumen stark zusammen. Der Transport der getrockneten Torfsoden vom Schlagfeld zum Schiff erfolgte in großen Körben, den Kreiten. Bei günstigem Wetter konnte ab August mit dem Transport und Verkauf des Torfs mit Torfmutten (Torfschiffen) begonnen werden.
Die an einem Tag im Moor geleistete Arbeit wird Dagwark (Tagewerk) genannt. Bei allen Arbeiten waren die Fehntjer vom Wetter abhängig. Ein verregneter Sommer konnte mitunter die gesamte Arbeit zunichtemachen und der Fehntjer hatte keinen Torf, den er verkaufen konnte. Auf den Absatzmärkten des Torfs herrschte große Konkurrenz, daher war besonders die Qualität des Torfs sowie die relative Nähe und eine gute Anbindung an die Absatzmärkte entscheidend. Für die Qualität des Torfs spielten sowohl Größe als auch Form der gegrabenen und getrockneten Torfsoden eine große Rolle.

## Torfschifffahrt

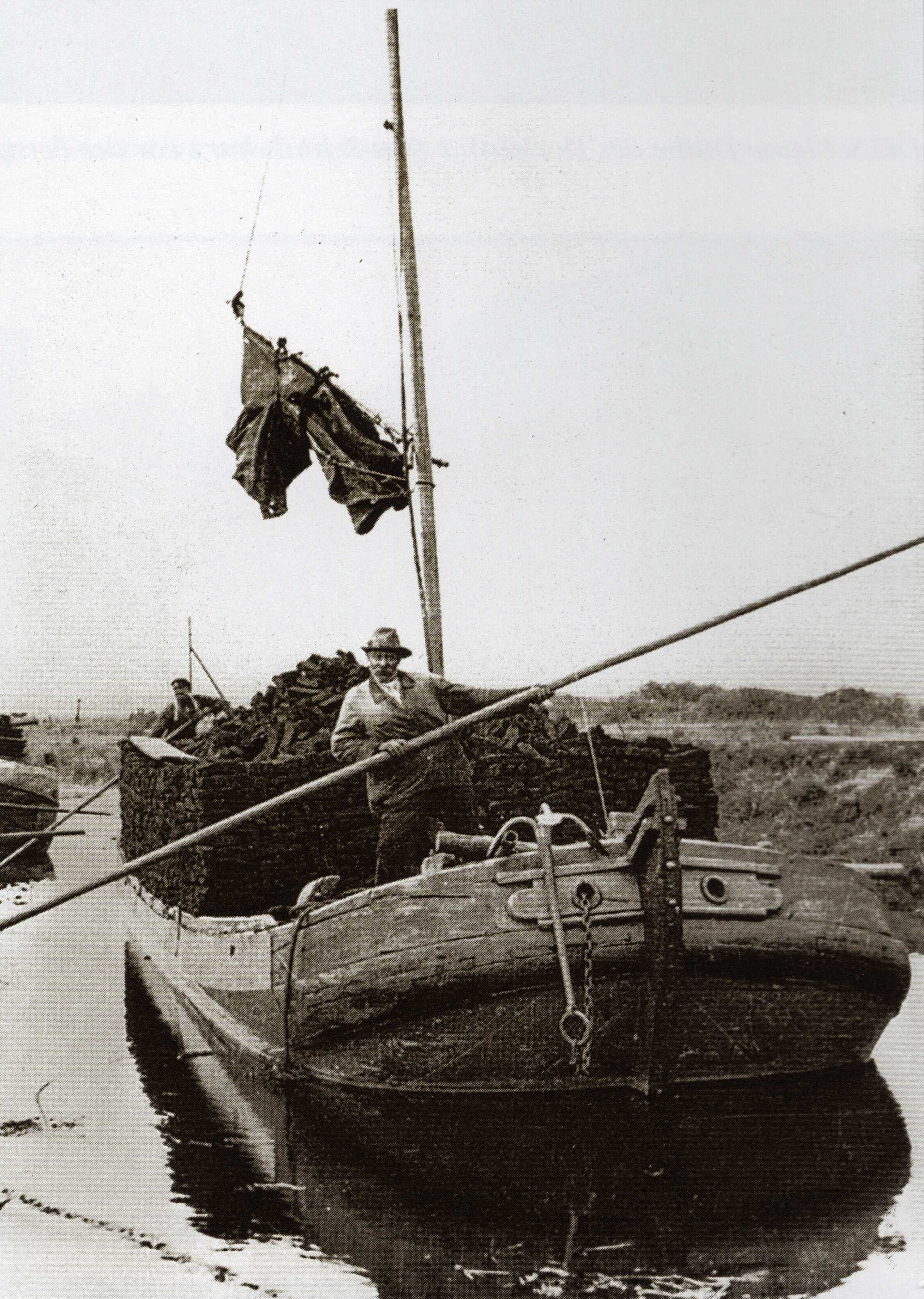
Torfkahn auf dem Nord-Süd-Kanal

„Nichts vermag besser zu zeigen, in welchem Maße zu dieser Zeit Schiffahrt und Schiffbau innerhalb der Wirtschaftsstruktur der Fehnsiedlungen ihren Platz im Denken der Bevölkerung haben: Die Fehnsiedlungen sind Wohnorte von Schiffern, und so ist es nur natürlich, daß sich auch Schiffer auf den neu verpachteten Fehnzellen ansiedeln. Sie wissen genau, daß die Fehnsiedlungen ein geeigneter Platz sind, an dem und von dem aus sie ihr Gewerbe ausüben können“.
Die besonderen Anforderungen des Kanalnetzes der Fehne mit geringer Wassertiefe, dem gewundenen Verlauf von Kanälen und Wasserläufen sowie schmalen Schleusen und stellenweise festen Brücken bestimmten weitgehend Größe und Bauart der auf den Fehnsiedlungen verkehrenden und beheimateten Schiffe. Die auf den Fehnen eingesetzten Plattbodenschiffe besaßen wegen der geringen Wassertiefe einen geringen Tiefgang, waren insgesamt nicht zu lang und zu breit und hatten einen Mast, der niedergelegt werden konnte, um feste Brücken passieren zu können. Die Holzschiffe waren stabil gebaut, jedoch leicht genug, um unter Segel gut manövriert und bei Windflaute von der Mannschaft problemlos getreidelt oder gestakt werden zu können. Die häufigsten Schiffstypen waren Muttschiffe und Poggen. Anfangs lag sowohl die Torfschifffahrt als auch die Torfgräberei in der Hand der Obererbpächter, die ihre eigenen Schiffer zum Transport des Torfes einsetzten. Nach und nach ging die Torfschifffahrt jedoch an die mittlerweile auf den Fehnen ansässigen Fehntjer über. Die Schifffahrt auf den Fehnen war saisonal und auf wenige Monate im Jahr begrenzt, sie begann im Juli und dauerte bis in den Winter hinein.

Das Hauptfrachtgut der Fehntjer war anfangs der Torf, den sie auf eigenen Schiffen zu den Märkten in den Städten und an den Küsten brachten. Das Fassungsvermögen der Muttschiffe wurde in Tagwerken berechnet. Da der getrocknete Torf leicht war, konnten die Schiffe relativ hoch über Deck beladen werden. Um auf der Rückfahrt Leerfahrten zu vermeiden, wurden u. a. Hafenschlick und Viehdung zur Verbesserung der Böden sowie Baumaterialien für den Hausbau, Getreide für die Mühlen und Holz für den fehneigenen Schiffsbau transportiert. Wer ein eigenes Schiff besaß, war unabhängig und musste nicht für den Transport des eigenen Torfs bezahlen, was höhere Gewinne bedeutete. Viele nahmen daher Kredite auf, um sich selbst ein Schiff kaufen zu können.
„Da die Existenz und das Emporkommen des Fehntjers geknüpft ist an den Besitz eines Torfschiffes, um den produzierten Torf selbst absetzen zu können, ist sein Hauptbestreben, Schiffsbesitzer zu werden. Ist der Fehntjer nicht imstande, für wenig Geld ein Schiff „aus dem Fahrwasser“ zu kaufen, so werden ihm, falls er einen guten Ruf hat, die Mittel dazu gegen entsprechende Verzinsung von den Oberpächtern vorgestreckt. Ist der Fehntjer auf diese oder jene Art zu einem Schiff gekommen, dann ist er auch in der Lage, die durch die Verschiffung sich ergebende hohe Werterhöhung des Torfs sich nutzbar zu machen“
Die Schifffahrt auf den Fehnen weitete sich mit der Zeit aus, entwickelte sich zu einem eigenständigen Wirtschaftszweig und wurde schließlich zum wichtigsten Erwerbszweig der Fehntjer. Mit den Fehntjern entstand im Binnenland eine ausgeprägt schifffahrtstreibende Bevölkerungsgruppe, die sich im Zuge der Ausweitung der Siedlungen selbst zahlenmäßig ständig vergrößerte und gleichzeitig räumlich ausweitete. Mit ihrer auf die Schifffahrt ausgerichteten Tätigkeit unterschieden sich die Fehntjer dabei sehr von der agrarisch geprägten Bevölkerung der Umgebung und traten als eine geschlossene Bevölkerungsgruppe in Erscheinung.
Die Frachtschifffahrt auf den Fehnen konnte sich nach und nach vom Torf als eigentlichem Frachtgut wie auch von den Verkehrs- und Transportbedürfnissen der Fehne insgesamt lösen: Die Fehntjer wurden zu unabhängigen Spediteuren auf dem Wasser. Konkurrenzdruck und der Wille, den eigenen Lebensstandard stetig zu verbessern, führten zum Bau immer größerer Schiffe bis hin zur Briggen-Größe. Größe und Aktionsbereich der Schiffe waren jedoch immer abhängig vom vorhandenen Kanalnetz. Auf den Fehnen entstanden Werften und die dazugehörigen Gewerbe wie Schiffszimmerleute, -schmiede, Segelmacher und Seiler. Die meisten Werften waren jedoch Reparaturbetriebe und erst in zweiter Linie Neubaubetriebe für Schiffe.
Mit größeren Schiffen und weiteren Reisen konnten die Fehntjer mehr verdienen und entwickelten sich in der Folge von Binnen- und Küstenschiffern zu Seeschiffern. Die Fahrten gingen nun nicht mehr nur nach Emden, Leer, Weener oder Norden sowie den ostfriesischen Inseln, sondern auch nach England und in den Ostseeraum. Schließlich bereisten viele Fehntjer mit ihren Schiffen die Weltmeere und gelangten dabei sogar nach Asien, Australien und Südamerika, wovon zahlreiche Mitbringsel noch heute in Museen Zeugnis abgeben. Die Schifffahrt erweiterte den Kontakt der Fehntjer zur Außenwelt und führte zu einer größeren geistigen Aufgeschlossenheit und Flexibilität, aber auch zu einer vorher nicht gekannten sozialen Differenzierung auf den Fehnen. Nach ihrer aktiven Zeit verkauften die Kapitäne ihre Schiffe und setzten sich zur Ruhe, kauften einen Kolonialwarenladen, einen landwirtschaftlichen Betrieb oder eine Gaststätte, betätigten sich als Sparkassen-Rendant, Auktionator oder Bürgermeister.
Der Blütezeit der Schifffahrt auf den Fehnen im 19. Jahrhundert folgte ihr Niedergang im 20. Jahrhundert und wurde ausgelöst durch die Konkurrenz der Steinkohle (Bahnfracht) und dem Aufkommen großer Dampf- und Motorschiffe. Mit dem Aufkommen der Dampfschifffahrt konnten größere und leistungsfähigere Schiffe gebaut werden, mit denen die hölzernen Fehnschiffe nicht mehr konkurrieren konnten. Die technische Entwicklung des Schiffbaus überforderte die kleinen Fehnwerften. Viele Fehntjer verstanden es nicht, sich den Herausforderungen der neuen Zeit zu stellen. Die lokale Begrenztheit der Fehne machte einen Standortwechsel der auf den Fehnen ansässigen Reedereien in die Seestädte zwingend notwendig, um konkurrenzfähig zu bleiben. Die aufkommende Dampfschifffahrt erforderte zudem eine hohe Investitionsbereitschaft, zu der die Fehntjer jedoch nicht bereit oder in der Lage waren. Mit dem Niedergang der Schifffahrt auf den Fehnen verschwanden viele Werften und Reedereien. Einige überlebten und hielten sich mit dem Bau von Tjalken und Fischkuttern über Wasser, einige wenige Werften verlegten ihren Standort. Die noch heute in Papenburg ansässige Meyer-Werft verstand es, ihren angestammten Standort auszubauen und zu industrialisieren und ist heute die einzige Werft in einer ehemaligen Fehnsiedlung.
Verantwortlich für das Ende der Fehnschifffahrt waren auch die Entwicklung der Eisenbahn und vor allem der Ausbau des Lokalbahnnetzes. Die wichtigsten Fehnsiedlungen waren bald an das Kleinbahnnetz angeschlossen, woraus sich eine starke Konkurrenz für die Fehnschifffahrt entwickelte. Der Ausbau des Straßen- und Eisenbahnnetzes in Ostfriesland führte schließlich zu einer weitestgehenden Umlagerung des Güterverkehrs auf Lastkraftwagen und die Eisenbahn. Straße und Schiene setzten sich als Transportwege durch und machten die Fehnschifffahrt bedeutungslos.
Der Niedergang der Schifffahrt und das Ende des Schiffbaus auf den ostfriesischen Fehnen traf viele Familien, die seit Generationen in einem der beiden Gewerbe tätig gewesen waren. Die in den Navigationsschulen ausgebildeten Fehntjer mussten sich neue Arbeitsfelder suchen, in denen ihr Wissen und ihre Erfahrung gebraucht wurden. Zwar wurde nicht jeder Absolvent der Navigationsschulen Kapitän oder besaß ein Schiff, doch wurden den Fehntjern Eigenschaften zugesprochen, die sie als besonders geeignet für die Seefahrt erscheinen ließen. Die zivile Seefahrt mit der Küsten- wie der Seeschifffahrt bot vielen von ihnen beständige Arbeitsbereiche, in denen sie sich langfristig etablieren konnten. Ein besonderes Kapitel, in dem Fehntjer Seeleute lange Zeit mit führend waren, ist die ostfriesische Heringsfischerei, die sich in ihrer Blütezeit bis zu den Fanggründen vor Neufundland erstreckte. Die Heringsfischereigesellschaften in Leer und Emden beschäftigten viele Fehntjer als Kapitäne und Steuerleute, von denen einige für ihre guten Fangergebnisse ausgezeichnet wurden.
Mit dem Ende der Fehnschifffahrt verschwanden auf den Fehnen auch die Werften, die Schiffe verrotteten, die Kanäle wurden nicht mehr unterhalten und verlandeten mit der Zeit. Durch zunehmenden Straßenbau wurden viele Kanäle verrohrt oder verfüllt und alte Zug- und Klappbrücken durch feste Brücken oder Dämme ersetzt, wodurch die Kanäle ihre eigentliche Funktion als Schifffahrtswege verloren und sich das Erscheinungsbild der Fehne nachhaltig veränderte. Die Verabschiedung eines Strukturprogramms Anfang der 1980er Jahre sorgte jedoch dafür, dass die strukturschwache Region der Fehne für den Tourismus entdeckt und entwickelt wurde, Fehnkanäle und Schleusen wurden nun instand gesetzt und dem Bootstourismus zugänglich gemacht, zahlreiche Heimat- und Freilichtmuseen zum Thema Fehnkultur entstanden. Das Verkehrsnetz der modernen Binnenschifffahrt liegt heute abseits der Fehnsiedlungen auf dem Küstenkanal, dem Dortmund-Ems-Kanal und dem Ems-Jade-Kanal.

## Preußische Moorkolonisierung

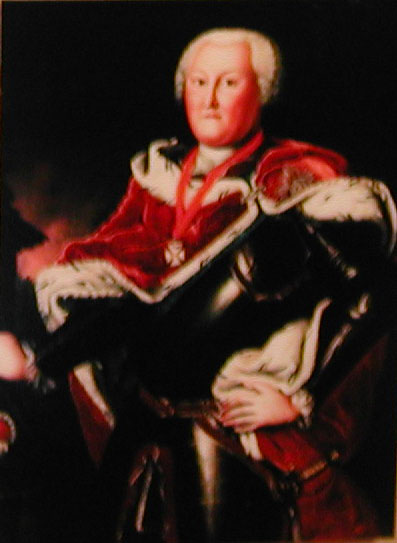
Carl Edzard

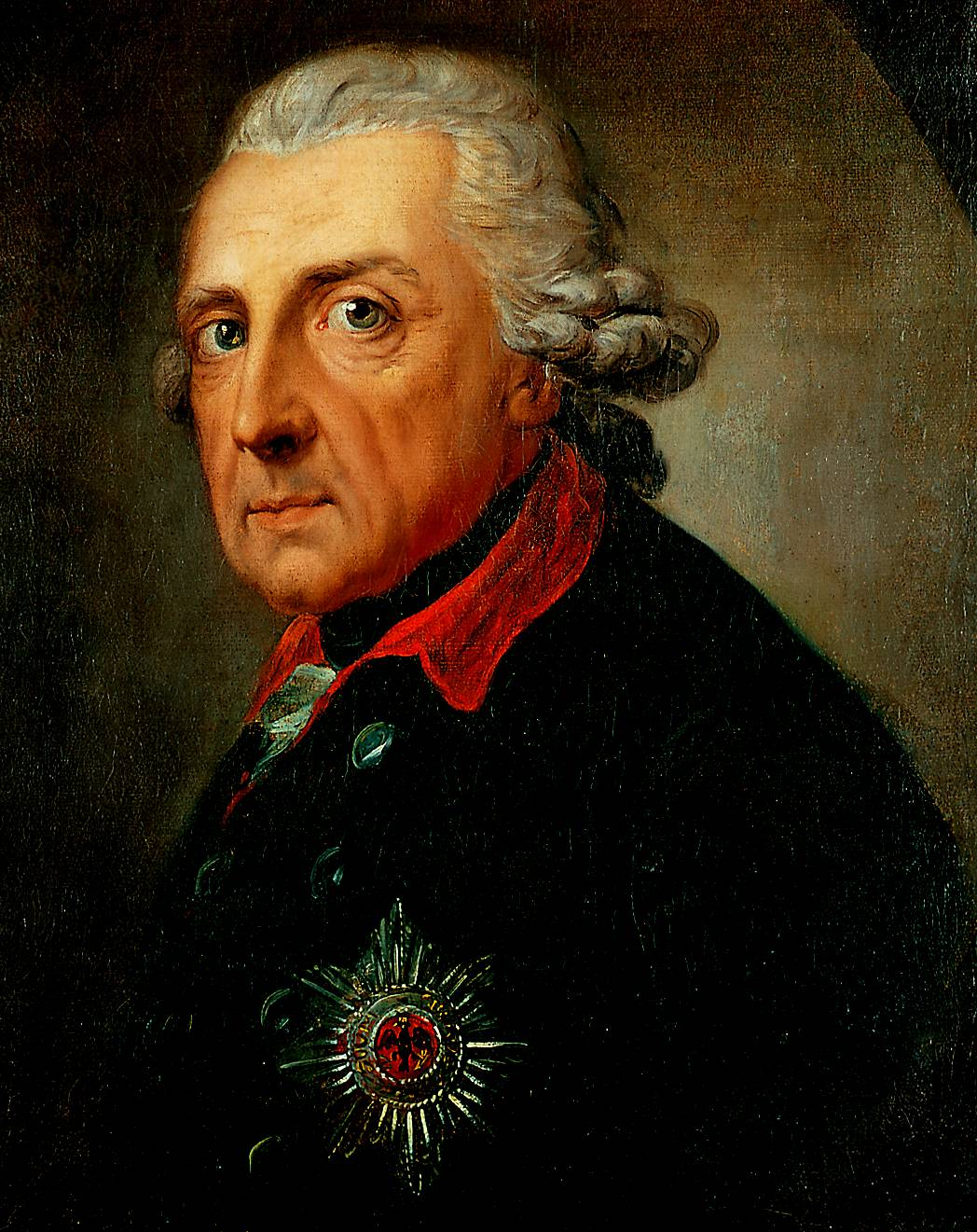
Friedrich II. (der Große), König von Preußen

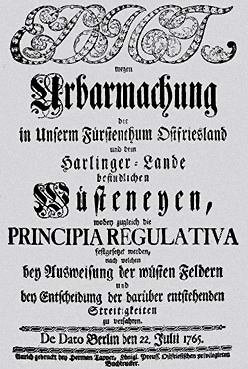
Urbarmachungsedikt vom 22. Juli 1765

Nach dem Tod des letzten ostfriesischen Fürsten Carl Edzard und dem damit verbundenen Aussterben des ostfriesischen Fürstenhauses der Cirksena erlangte Preußen auf dem Erbweg die Herrschaft über Ostfriesland und versuchte, die entfernte Provinz fiskalisch in Wert zu setzen. Die starke Position der ostfriesischen Stände beschnitt diese Möglichkeit jedoch für die bereits etablierten Wirtschaftsräume in Ostfriesland. Eine Möglichkeit boten jedoch die ausgedehnten Hochmoorgebiete, die man zusammen mit der siedlungswilligen Überschussbevölkerung in steuerzahlende Bauern und Höfe umzuwandeln versuchte. In Ostfriesland sollten durch die Binnenkolonisierung bisher unbewohnte Moor- und Heideflächen in fruchtbares Kulturland umgewandelt, neue Siedler angeworben und vor allem den Ostfriesen selbst eine Lebensgrundlage verschafft werden. Die Modalitäten dazu wurden in der Emder Konvention festgelegt. Unter anderem sollten die Stände das Recht der Steuererhebung behalten. Im Gegenzug verpflichteten sie sich, dem preußischen König jährlich 24.000 Taler an Kontributionen sowie eine weitere Abgabe von 16.000 Talern, mit der Ostfriesland von Militärpflicht und Einquartierung befreit wurde, zu zahlen. Um sich weitere Einkünfte zu sichern, erließ Friedrich II. von Preußen am 22. Juli 1765 das Edict wegen Urbarmachung der in Unserem Fürstenthum Ostfriesland und dem Harlinger-Lande befindlichen Wüsteneyen für Ostfriesland, kurz Urbarmachungsedikt als rechtliche Grundlage der ostfriesischen Moorkolonisation im größeren Stil. Darin erklärte er sämtliche Moorgebiete, sofern sie sich nicht in Privatbesitz befanden, zum Eigentum der preußischen Krone. Damit war das jahrhundertelange Aufstreckrecht ungültig und der Weg für eine vom preußischen Staat gesteuerte Besiedelung frei. Die bis dahin wüsten, unbebauten Heidefelder und Moore teilte die preußische Verwaltung in der Folge auf und vergab sie zwecks Kultivierung an Siedlungswillige. Im Gegensatz zu anderen preußischen Projekten der Binnenkolonisation geschah die Besiedelung in den neuen Kolonien jedoch äußerst unvorbereitet. Während etwa in den Fehnsiedlungen durch Kanäle für eine Entwässerung der Moore gesorgt und damit eine wichtige Voraussetzung für eine zügige Kultivierung geschaffen wurde, wurden die ersten Siedler in den neuentstehenden Moordörfern ihrem Schicksal überlassen und eine staatliche Unterstützung oftmals abgelehnt. In den meisten Fällen waren die den Siedlern zugewiesenen Parzellen viel zu klein, um diese ernähren zu können. Im Unterschied zu den Fehnsiedlungen, die ähnlich kleine Kolonate aufwiesen, wurden in den Moorsiedlungen jedoch weder Kanäle noch Straßen angelegt. Diese Investitionen waren dem preußischen Staat schlichtweg zu teuer, zumal die ostfriesische „Provinz“ ohnehin schon wenig abwarf. Mehr als einen kleinen Zuschuss zum Hausbau gab es nicht. Den Siedlern wurde ein Stück Land für Haus und Garten zur Verfügung gestellt, das sechs Jahre von Abgaben befreit war. Freijahre wurden auch für andere Abgaben und Steuern gewährt, ebenso gab es eine Befreiung vom Militärdienst.
Für die Auswahl der Siedler zeigten die staatlichen Stellen kein allzu großes Interesse. Unter den ersten Kolonisten fanden sich viele mittellose Tagelöhner oder Heuerleute aus dem Umland, die der dortigen Überbevölkerung und der dort herrschenden Armut zu entkommen versuchten. Die Mehrheit der Siedler (70 Prozent) in den Kolonien stammte aus Ostfriesland, die übrigen Siedler aus den Provinzen Oldenburg und Hannover sowie aus anderen Gebieten in Deutschland. Hinzu kamen Veteranen aus dem Heer des preußischen Königs, von denen jedoch nur zwei dauerhaft in dem Ort Moordorf verblieben. Alle Siedler wurden mit der Hoffnung auf eine eigene Landstelle in die Kolonien gelockt.

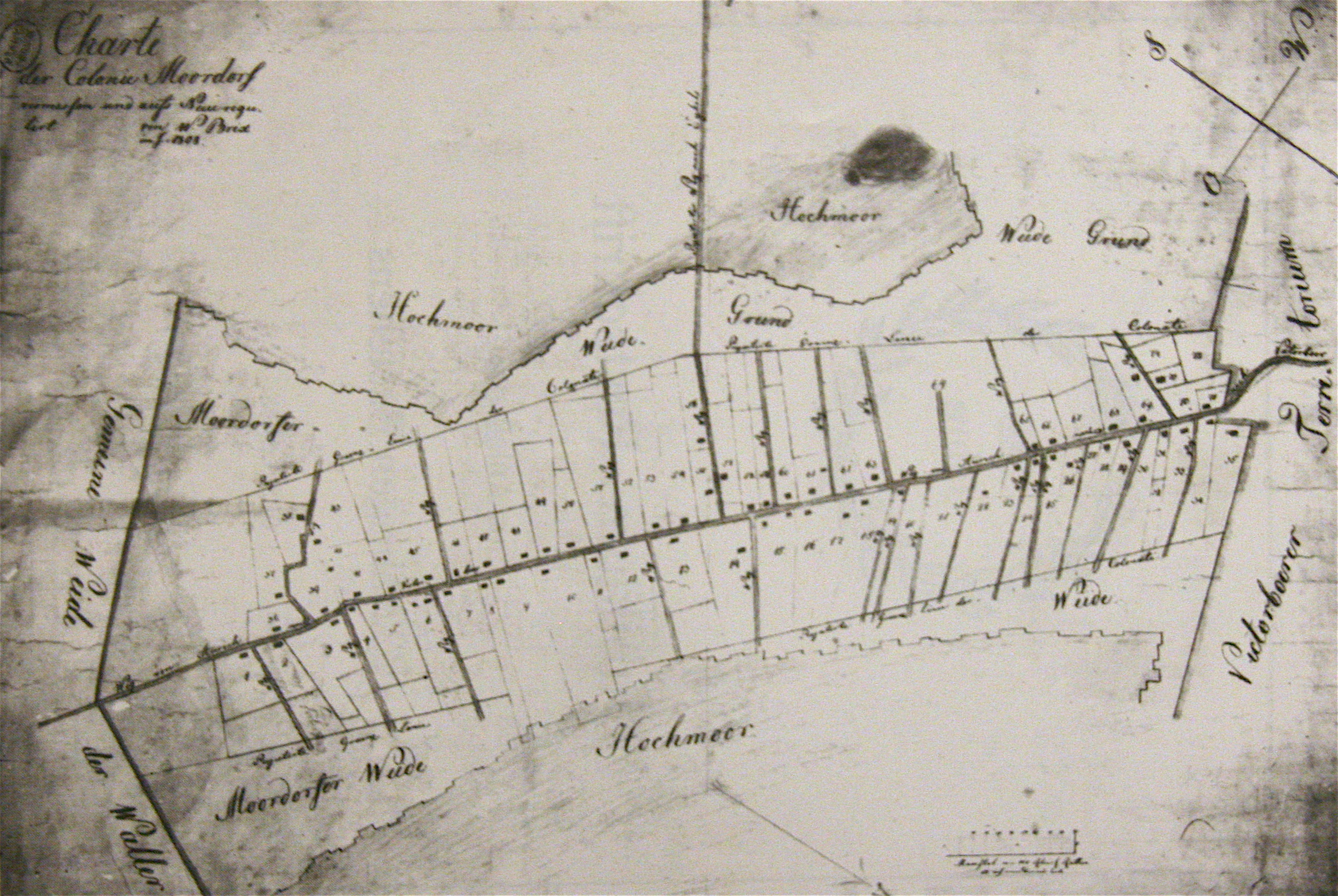
Plan von Moordorf aus dem Jahr 1808

Die unfruchtbaren Böden der Kolonien waren allerdings durch die Anwendung der Moorbrandkultur nach einigen Jahren erschöpft und es konnten keine ausreichenden Erträge erwirtschaftet werden. Viele Kolonisten konnten daher die Erbpacht nicht mehr bezahlen und nahezu alle Moorkolonien Ostfrieslands versanken schon bald in Armut. Am größten war das Elend in den Orten Moordorf, Plaggenburg und Leezdorf.
Als Hauptursache des Elends wurden die weitgehend planlose Besiedlung ohne staatliche Kontrolle, die meist viel zu kleinen Kolonate, ein Mangel an Infrastrukturmaßnahmen, wie die Anlage von Kanälen im Moor (siehe auch Fehnsiedlungen), eine fehlende Siedlerauswahl und ein unaufhörlicher Zustrom meist mittelloser Siedler genannt. Trotz all dieser Probleme und Rückschläge entwickelte sich die innere Kolonisation des moorreichen Ostfrieslands im 18./19. Jahrhundert zu einem lohnenden Projekt für Preußen und die jährlichen Einnahmen für den preußischen Staat beliefen sich in den sechziger Jahren des 19. Jahrhunderts auf 200.000 Taler bei nur geringen eigenen Investitionen. Dies führte dazu, dass weitere Kolonate ausgewiesen wurden.
Die soziale Situation in den Moorkolonien, von denen unter Friedrich II. mehr in Ostfriesland immerhin mehr als 100 angelegt wurden, war teilweise dramatisch. 1791 erfolgte daher zunächst eine Einstellung des Kolonisierungsprogramms, das erst 1808 mit einer wesentlich stärkeren staatlichen Lenkung und einer strengeren Auswahl der Kolonisten wieder aufgenommen wurde. Wirtschaftlich und sozialpolitisch gesehen war die preußische Hochmoorkolonisation in ihrer nachlässigen Form, die nur auf schnelle Steuereinnahmen ausgerichtet war, insgesamt jedoch ein Fehlschlag. Das Ziel der Peuplierungspolitik, neue Untertanen aus dem Ausland zu gewinnen, konnte nicht erreicht werden.
Der Großteil der Kolonisten stammte aus Ostfriesland, einige aus dem Oldenburgischen, Hannoverschen und nur einzelne aus dem weiter entfernt liegenden Ausland. Auch die Generierung zusätzlicher Staatseinnahmen auf Grundlage der neu geschaffenen Siedlerstellen konnte nicht erreicht werden. Die meisten Moorsiedlungen entwickelten sich zu Notstandsgemeinden, die schließlich im 19. Jahrhundert von einer staatlichen Armenkommission unterstützt werden mussten.
Erst nach und nach verbesserte sich die Lage der Kolonisten, was vor allem an den von den Kolonisten erbauten Häusern deutlich wird: Während die ersten Siedler noch in ärmlichen Moorsoden- oder Plaggenhütten hausten, wurden diese nach und nach durch Lehmbauten ersetzt. Diese prägten das Ortsbild der Kolonien bis weit in das 19. Jahrhundert hinein (in Moordorf bis in das 20. Jahrhundert). Um 1850 kam der Gebäudetyp des Kolonistenhauses auf. Dabei wurden Lehmhütten mit Backsteinen ummauert, die von Abbruchhäusern stammten. Der jüngste Bautyp, das Landarbeiterhaus, besteht im Wesentlichen aus Backsteinen, Rundhölzern, handgeformten Tonpfannen und Reet. Vielfach wurden diese Häuser nach dem Vorbild der Gulfhöfe errichtet, besaßen allerdings nicht deren Größe.

## Deutsche Hochmoorkultur
Basierend auf den Erkenntnissen des deutschen Chemikers Justus von Liebigs und der Entwicklung der Agrochemie, wurden in den Staatlichen Moorversuchsanstalten in Bremen neue Methoden zur Kultivierung von Moorböden entwickelt, die unter dem Begriff Deutsche Hochmoorkultur Eingang in die Wissenschaft fanden. Entscheidender Unterschied der Deutschen Hochmoorkultur im Gegensatz zu früheren Formen der Moorkultivierung war neben dem Einsatz von Dünger der Umstand, dass der Torf nur noch oberflächlich und nicht mehr tiefgründig abgetragen wurde. Hatte in früheren Jahrhunderten die am tiefsten gelegene Schicht, der Schwarztorf, als Brennmaterial die herausragende Rolle gespielt, so spielte dieser aufgrund des verstärkten Aufkommens von Kohle als Heizmaterial keine Rolle mehr. Daher verzichtete die Deutsche Hochmoorkultur von vornherein auf den Abbau des Schwarztorfs und beließ diesen im Boden. Lediglich die obersten rund 20 Zentimeter dicke Schicht Weißtorf wurden abgetragen, mit Düngemitteln wie Calcium, Phosphor, Kainit, Chilesalpeter und Torfstreu vermischt und später wieder auf den Boden aufgebracht, der danach landwirtschaftlich genutzt werden konnte.
Die erste Moorkolonie Ostfrieslands, in der dieses Verfahren umgesetzt wurde, war Marcardsmoor in der heutigen Stadt Wiesmoor. Für die Standortwahl sprach nicht allein der Umstand, dass sich damals in Wiesmoor mit noch etwa 10.000 Hektar unkultivierten Moores entsprechende Flächenreserven befanden, sondern der Bau des Ems-Jade-Kanals in den Jahren 1880 bis 1888: Marcardsmoor wurde als Kolonie auf der Südseite des Kanals gegründet, wodurch sich gute Entwässerungsmöglichkeiten boten, die später noch durch den Weiterbau des Nordgeorgsfehnkanals bis zum Ems-Jade-Kanal entsprechend weiter verbessert werden sollten. Zwar wurde der Kanal später tatsächlich bis Marcardsmoor fortgeführt, entscheidenden Anteil an der Entwicklung Marcardsmoors hatte dies jedoch nicht mehr. Die Siedlungsgrundstücke in Marcardsmoor hatten in etwa 750 bis 800 Meter in der Breite und 125 bis 140 Meter in der Länge.

## Industrielle Abtorfung

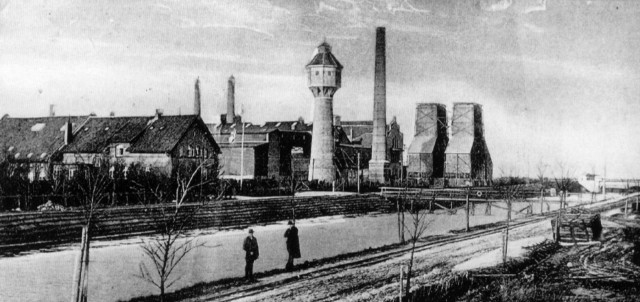
Torfkraftwerk Wiesmoor um 1910

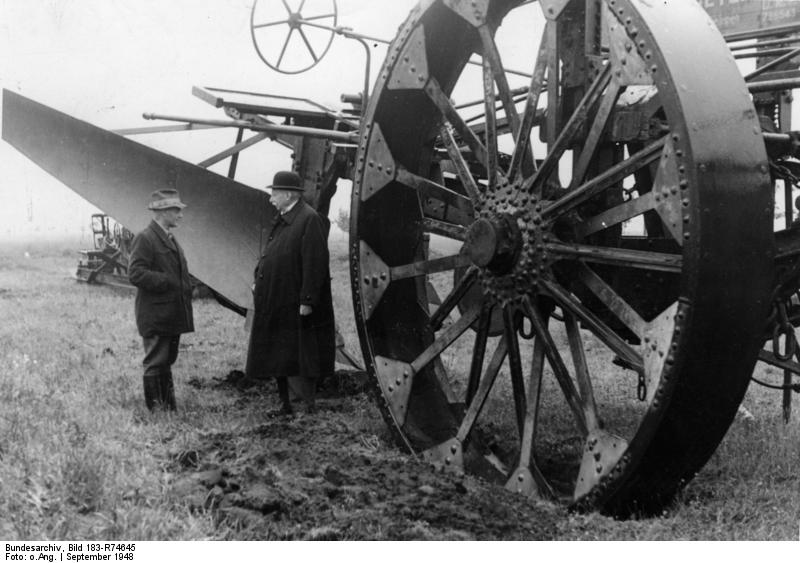
Mammutpflug bei der Vorstellung (1948)

Die industrielle Abtorfung in Ostfriesland nahm in der Stadt Wiesmoor ihren Anfang. Über 60 Jahre lang wurde im Torfkraftwerk Wiesmoor verbrannt und somit elektrischer Strom gewonnen. 1925 wurde neben dem Kraftwerk eine Gewächshausplantage errichtet, die Wiesmoor-Gärtnerei und mit der Abwärme aus dem Kraftwerk betrieben. In den Gewächshäusern wurden vor allem Gurken und Tomaten, aber auch Blumen angepflanzt. Die Stadt Wiesmoor nennt sich selbst auch Blumenstadt. Im Jahr 1952 beschäftigte das Kraftwerk in Wiesmoor etwa 1.200 Arbeitnehmer und war damit im damals ansonsten industriearmen Landkreis Aurich der mit Abstand größte Arbeitgeber im Industriebereich. Etwa 120.000 Tonnen Torf wurden jährlich abgebaut, im Kraftwerk verfeuert und damit 100 Millionen Kilowattstunden Strom erzeugt. Eine Fläche von jährlich 60 Hektar wurde abgetorft und im Anschluss landwirtschaftlich genutzt. Für den Transport des Torf zum Kraftwerk wurde eine Feldbahn eingesetzt. Die Entwicklung von Großmaschinen wie Mammutpflug, Bagger und Torfpressen, später auch Lokomobilen vereinfachte die zuvor noch mühselig mit Muskelkraft und Spaten vorgenommene Erschließung der Moore. Federführend war dabei das Unternehmen Kemna aus Breslau. Nach dem Zweiten Weltkrieg wurde die Stromgewinnung durch Torf immer unrentabler, da die zur Verfügung stehenden Moorflächen immer kleiner wurden, was schließlich 1965 zur Schließung und Abriss des Werkes führte.
Die Geschichte der Moorkolonisierung in Rhauderfehn fand mit der Aufnahme des Ortsteils Klostermoor in den Emslandplan (1951) ihren Abschluss. Rhauderfehn ist die einzige Gemeinde Ostfrieslands, die Anteil an diesem Plan hatte. Nach der maschinellen Kultivierung des Hochmoors mithilfe gigantischer Pflüge wurden zahlreiche Vollbauernstellen geschaffen. Ab den 1960er-Jahren kam eine Wohnsiedlung mit Schule und Kindergarten hinzu. Die Einwohnerzahl wuchs entsprechend schnell: Lebten vor dem Krieg gerade einmal 520 Einwohner in Klostermoor, hatte sich die Zahl bis 1970 mit 1162 Einwohnern mehr als verdoppelt.

## Torfabbau in der Gegenwart
Heute ist der Torfabbau in Niedersachsen seit Jahrzehnten rückläufig. Die Abbaufläche des Torfs liegt derzeit bei unter 10.000 ha und wird sich voraussichtlich innerhalb des nächsten Jahrzehnts noch halbieren. Die aus dem Torfabbau hervorgegangenen Renaturierungsflächen belaufen sich auf 15.000 ha, die Tendenz ist dabei steigend. Der Torfabbau in Niedersachsen ist heute, von wenigen Ausnahmen abgesehen, allein auf landwirtschaftlich genutzten Mooren möglich.
Im Bereich Berumerfehner Moor wurde der Torfabbau 2013 endgültig eingestellt und viele der ehemaligen Torfabbauflächen renaturiert. Die Aurich-Wiesmoor-Torfvertriebs GmbH baute dort bis 2013 Torf ab. Im Anschluss wurden alle Einrichtungen zurückgebaut. Die Abbaubereiche wurden auf einer Resttorfmächtigkeit von mindestens 50 cm wiedervernässt und renaturiert. Auf vielen der ehemaligen Abbauflächen stellte sich bereits 2016 wieder ein Torfmooswachstum ein. Das Gebiet entwickelte sich somit zu einem wichtigen Habitat für Fauna und Flora, in dem heute viele gefährdete Arten beheimatet sind.
Weitere ursprüngliche Moorgebiete haben sich bis heute in Ostfriesland vereinzelt erhalten. Die meisten dieser Areale stehen heute unter Naturschutz. Dazu zählen Moore, in denen sich die ursprüngliche Flora und Fauna zum Teil erhalten hat, wie im Kollrunger Moor (Landkreise Aurich und Wittmund), in Teilen des Moorgebietes rund um das Ewige Meer (Landkreis Wittmund) oder im Hochmoor Wymeer (Landkreis Leer). In anderen Naturschutzgebieten wie Wiesmoor-Klinge oder Brockzeteler Moor (beide Landkreis Aurich) wurden die Moore nach dem Torfabbau wiedervernässt.

### Zeitschriftenartikel
- Das Moor. Geschichten – für Kinder erzählt, in: Die Leuchtboje, hg. Von der Jugendlehrer – Arbeitsgemeinschaft Uplengen, Leer 1968.
- Ostfriesische Fehnkultur. Geschichte, Gegenwart und Zukunft, in: Oll'Mai Dokumentation 2019 / Ostfriesische Landschaft, Aurich 2019. ISBN 978-3-940601-55-1.
- Fehn- und Kanalschifffahrt im Nordwesten. Informationen zur Sonderausstellung im Moor- und Fehnmuseum Elisabethfehn.
- Johann Haddinga: Moorrauch über halb Europa: riesige Qualmwolken mit moderigem Geruch aus Ostfriesland, in: Heim und Herd, Norden 1926 (Nachdruck 2019/2).
- Almuth Heinze-Joost: Ein Gesetz verändert Ostfriesland. 250 Jahre Urbarmachungsedikt, in Heim und Herd 2015.
- Eilert Ommen: Leben und Arbeit der Fehntjer. Unterricht im Nahraum unter Einbeziehung des Museums. Grundschule, Sonderschule, Sekundarstufe I, in: Texte und Materialien / Ostfriesische Landschaft Mobile, Aurich 1979.

## Film
- Das Große Vehn : auf den Spuren der Fehntjer und ihrer Fehnkultur / ein Film des Kultur- und Heimatvereins Großefehn e. V. ; Kamera: Jonny Stulken ; Musik: Johannes Kaiser ; Moderation: Edgar Sager ; Schnitt: FEHN-Studio, Großefehn ; Konzeption: Friedrich Freudenberg ; Buch: Friedrich Freudenberg, Gert Garbe, Edgar Sager ; Regie: Jonny Stulken, Gert Garbe. – [Großefehn] : Kultur- und Heimatverein Großefehn e. V., 2015.